# Hold
A Hold a Föld egyetlen holdja, a Naprendszer egyik óriásholdja. A Földtől mért átlagos távolsága 384 402 kilométer, ami nagyjából a Föld átmérőjének 30-szorosa – más mértékegységekben 0,002 CsE vagy 1,3 fénymásodperc (a Nap visszaverődő fénye 1,3 másodperc alatt jut el róla a földi megfigyelőhöz). Átmérője 3476 kilométer, ami hozzávetőleg negyede a Földének. Ezzel a Hold a Naprendszer ötödik legnagyobb holdja a Jupiter három holdja, a Ganymedes, a Callisto és az Io, valamint a Szaturnusz Titan holdja után.
A felszíni nehézségi gyorsulás (és így a testek súlya) körülbelül hatoda a földinek, így a rajta járó űrhajósok a 80–90 kg-os űrruhában is könnyedén mozogtak, ugráltak. A Holdnak nincsen számottevő légköre, rendkívül ritka atmoszférájának teljes tömege 25 000 kg, aminek felszíni sűrűsége 2·105 részecske/cm³. A Föld szabályosan ismétlődő takarása miatt néhány napig a napszél nem éri el a Holdat, ekkor a Föld külső légkörében lévő oxigénionok a Hold felszínére juthatnak. Égboltja a sűrű légkör hiánya miatt teljesen fekete nappal is. Az űrkutatásban a Hold elsősorban a légkör hiánya miatt nem alkalmas a marsi viszonyokhoz adaptálható technológia kidolgozására.
Kötött keringése miatt mindig ugyanaz az oldala fordul a Föld felé és az innenső oldalán álló holdi megfigyelő (például az Apollo űrhajósai) számára a Föld mindig ugyanott látszik állni az égen (persze bolygónk ugyanúgy fázisokat mutatva elfogy és megtelik, mint a földi égen is a Hold). A Holdról azonban a Földnek nem mindig ugyanaz az oldala látszik.
A Hold különleges helyet foglal el az emberiség kultúrtörténetében. Az őskor és az ókor vallásaiban istennek tekintették. Az európai kultúra legismertebb holdistensége a görög Szeléné és római megfelelője, Luna istennő, de az egyiptomiak Honszu istenétől a maják Ixchelén át az észak-amerikai navahók Yoołgai asdząąn istennőjéig még tucatnyi kultúrában tisztelték istenként.
A Hold az első olyan égitest, amelyet nemcsak passzívan (szabad szemmel, illetve távcsővel) figyeltek meg, hanem rádióhullámok rásugárzásával is vizsgálták. 1946-ban az Egyesült Államokban és Magyarországon sikerült kimutatni a radarhullámok visszaverődését a Holdról.
A Holdat először 1959-ben a szovjet Luna-program első űrszondája, a Luna–1 érte el, de ez még csak elrepült mellette. Az első olyan, ember alkotta tárgy, amely valóban eljutott a Holdra, a Luna–2 szonda volt ugyancsak 1959-ben: ez a szonda egyszerűen becsapódott a felszínbe és ettől megsemmisült. A Hold felszínéről először a Luna–3 készített közelképet, amikor elrepült mellette. Az első sikeres sima leszállás a Luna–9-é volt 1966. február 3-án, az Oceanus Procellarumon. Nem sokkal később, 1966. április 3-án a Luna–10 lett az első olyan szonda, amely Hold körüli pályára állt.
A Holdat nemcsak űrszondákkal kutatták, hanem mindeddig ez az egyetlen olyan Földön kívüli égitest, amelyen ember is járt. Az amerikai Apollo-program keretében először az Apollo–8-as repüléssel sikerült Hold körüli pályára állnia embert szállító űrhajónak (1968. december 24.). Majd az Apollo–11 űrhajósai, Neil Armstrong parancsnok és Buzz Aldrin holdkomppilóta lettek az első emberek, akik holdkompjukkal sikeres leszállást hajtottak végre (1969. július 20.), és küldetésük csúcspontjaként kiléphettek a holdfelszínre a Nyugalom Tengerén (Mare Tranquilitatis). A Szovjetuniónak is megvolt a maga holdprogramja, ám amikor nyilvánvalóvá vált a lemaradásuk az amerikaiaktól, felhagytak a költséges versennyel. Eközben az Egyesült Államokban szintén pénzügyi okokból törölték az Apollo-program utolsó három repülését, így máig mindössze 12 amerikai űrhajós járt a Hold felszínén. A Holdra a 2020-as évek közepén terveznek ismét embert küldeni, az Artemis-program részeként.
Etimológiailag, mivel a Földet kísérő mellékbolygó, a Hold után hivatkoznak az univerzumban minden más bolygó körül keringő kísérőbolygóra. A csillagászatban minden olyan égitest hold, amely egy bolygó körül kering. A Föld körüli pályára állított mesterséges objektumok neve műhold.

## Eredete és fejlődéstörténete
A Hold az Apollo-program során gyűjtött geológiai bizonyítékok alapján nagyrészt a Föld anyagából származik. Korábban több elmélet is létezett az égitest keletkezésére, amelyek között nem is szerepelt a végül bizonyított elképzelés.
A legkorábbinak George Darwin kiszakadás-elmélete számít, amely szerint a Naprendszer kialakulásának kezdetén a még olvadt állapotban levő Föld olyan gyorsan forgott tengelye körül, hogy egy nagy anyagcsomó szakadt ki belőle vélhetően a mai Csendes-óceán térségéből, amely hamar gömb alakot vett fel és pályára állt a maradék anyabolygó körül. Ám ez az elmélet olyan gyors forgást feltételez, amilyen sohasem jellemezte a Földet, ráadásul a megjelölt helyszín fiatal kőzetei nem erősítik meg egy olyan geológiai esemény megtörténtét, mint a kiszakadás.
Egy másik jelentős, egykori elméletnek tekinthető a befogás-elmélet, amelynek hívei szerint a Hold valahol a Naprendszer más fertályán keletkezett, pályája keresztezte a Föld keringési pályáját, majd egy közeli találkozás során a nagyobb égitest befogta a nagyobb gravitációjával. Azonban ennek a hipotézisnek a működőképességéhez igen valószínűtlen feltételek különleges együttállása kellett volna, sokkal valószínűbb, hogy egy ilyen találkozásnak ütközés vagy a befogás ellenkezője (a Föld gravitációja más irányban parittyázta volna messze el a közeledő Holdat) lett volna a vége.
A harmadik elmélet a két égitest párhuzamos kifejlődéséről szólt. Eszerint a Nap körüli akkréciós korongban egymás mellett két kis bolygócsíra fejlődött a korong poranyagában és kissé aszimmetrikus ikerbolygót alkottak. Ám ez az elmélet a két bolygótest anyagösszetételének különbözőségén bukott meg (a Hold kőzeteiben kevés a víz és a vas). Mindhárom elmélet legnagyobb buktatója azonban az volt, hogy nem adott magyarázatot a Föld–Hold rendszerben meglévő impulzusmomentum kérdésére.
A végül bizonyított és ma elfogadott keletkezés-történeti elképzelés szerint valamikor a Naprendszer kialakulását követő 30-60 millió (de legkésőbb 100 millió) éven belül, nagyjából 4,527 ± 0,01 milliárd évvel ezelőtt egy hatalmas bolygóközi ütközés történt. Ebben a formálódó ős-Föld és egy Mars méretű bolygócsíra (melyet Theiának neveztek el) összeütközött, és az ütközés által kilökődött anyag állt össze előbb gyűrűvé, majd gömb alakú bolygótestté, a későbbi Holddá. Eszerint a Hold anyaga a Földből származik, ám jelentős mennyiségben lehet benne a becsapódó másik test anyagából is. A feltételezett becsapódás jól magyarázza, miért van a Holdnak méretéhez képest viszonylag kis, fémes magja, a két ütköző égitest magja ugyanis a Földön maradt, és a két köpeny könnyebb anyagának lerepülő szilánkjai képezték a Föld körüli gyűrűt. Mivel mindkét égitest megolvadt az ütközés során, részben mozgási energiájuk miatt, ezért anyaguk fajsúlya szerint rétegződött, a nehezebb elemek így a magba kerültek.
Később a két bolygótest együtt fejlődött tovább, bár a fejlődéstörténetük két önálló irányt vett. A Föld légkörének, mágneses mezejének és méretének köszönhetően mások voltak a felszínformáló erők, mint kísérőjén. A Holdon a napszél és a folyamatosan a felszínre záporozó testek bombázása alakította a felszínt, mivel a kisebb test hamarabb lehűlt és a vulkáni vagy tektonikai aktivitás már a fejlődéstörténet igen korai szakaszában leállt. Éppen ezért a Hold földtani korszakait a meghatározó becsapódásokkal jelezzük, így különböztetünk meg Nectaris-korszakot, Imbrium-korszakot, Eratoszthenészi-kort, Kopernikuszi-kort.
A becsapódások mellett a késői nagy bombázás korszakát követően, az imbriumi-korban – 3,5-3 milliárd évvel ezelőtt – a vulkanizmus is komoly szerepet játszott a felszín kialakításában. A hatalmas, több száz kilométer átmérőjű medencéket kialakító becsapódások az adott helyeken nagyon levékonyították a kérget és így a vékony, töredezett kőzetrétegen át könnyen fel tudott törni a mélyből az olvadt kőzet. A hatalmas lávafolyások bazaltfolyamai 100-200 millió év alatt feltöltötték a nagy becsapódásos medencéket és így megszülettek a holdtengerek, a marék. Az óriási becsapódási kráterek szélén felgyűrődött, összetöredezett kőzetlemezek pedig, miután magát a medencét és a lemezek réseit kitöltötte a láva, hegyláncokként maradtak hátra. A lávafeltörések közül a legutolsó az eddig elfogadott 1 milliárd évvel szemben mintegy 50-100 millió évvel ezelőtt történhetett.

## Keringése és keringésének helye a Föld–Hold rendszerben

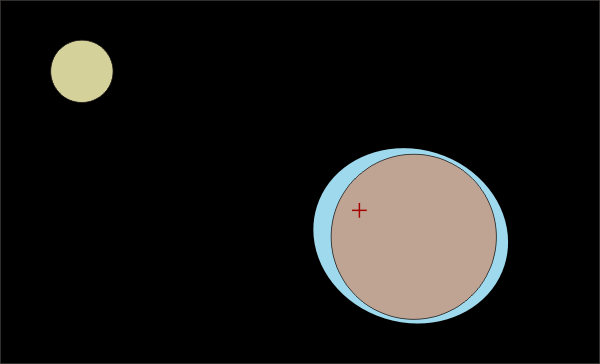
A Hold és a Föld közös tömegközéppontja (az ábra nem méretarányos, a dagálykúpok eltúlzott mértékben jelölve)

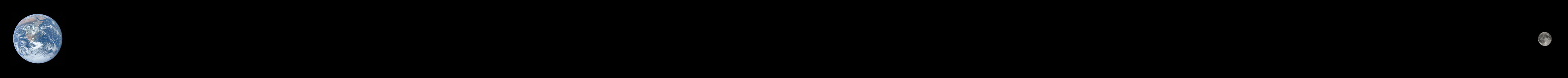
A Föld–Hold rendszer méretarányos ábrázolása. Egy képpont itt 500 kilométernek felel meg

A Hold a Föld–Hold rendszer tömegközéppontja körül kering. Egy Föld körüli keringést a háttérben levő csillagokhoz viszonyítva 27,32 nap alatt tesz meg, ezt nevezzük sziderikus keringési időnek. Mivel azonban mindeközben a Nap körül is kering a Hold, ezért egy kissé tovább tart, hogy ugyanabba a fényfázisba térjen vissza. Ez az idő 29,53 napig tart, ezt nevezzük szinodikus keringési időnek. Az anomalisztikus hónap 27,55, a drakonikus hónap 27,21 nap. Kísérőnk keringési síkja nem a földi egyenlítő, hanem az ekliptikához közeli, azzal kb. 5,15°-os szöget zár be.
A Hold tömege a Föld tömegének csak 1/81 része, ezért a rendszer közös tömegközéppontja a Föld gömbjén belülre esik, az ábrán piros kereszttel jelölt mélységbe. Az a jelenség, hogy a Föld saját középpontja is kering ekörül a pont körül, jelentős hatással van a dagálykúpok magasságára is.
A Hold felszíne a földi szárazföldek összfelületének mindössze negyede.
Napjaink elfogadott tudományos vélekedése, hogy a Hold hatalmas szerepet játszott az élet kialakulásában. Az általa keltett apály és dagály a tengerpartok mentén ugyanis elősegítette a vízből kijutó szárazföldi életformák megjelenését.

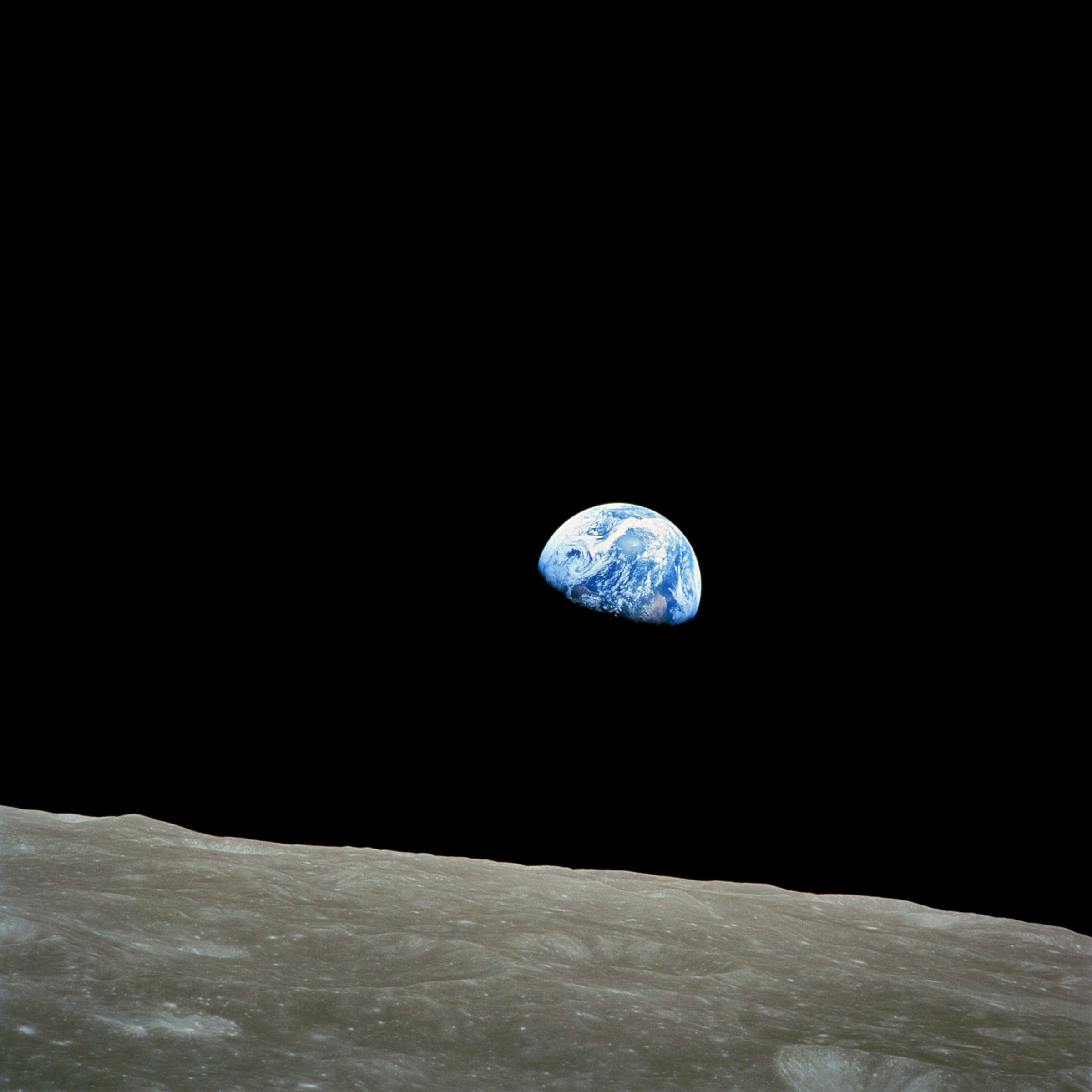
Egy híres kép: Földkelte
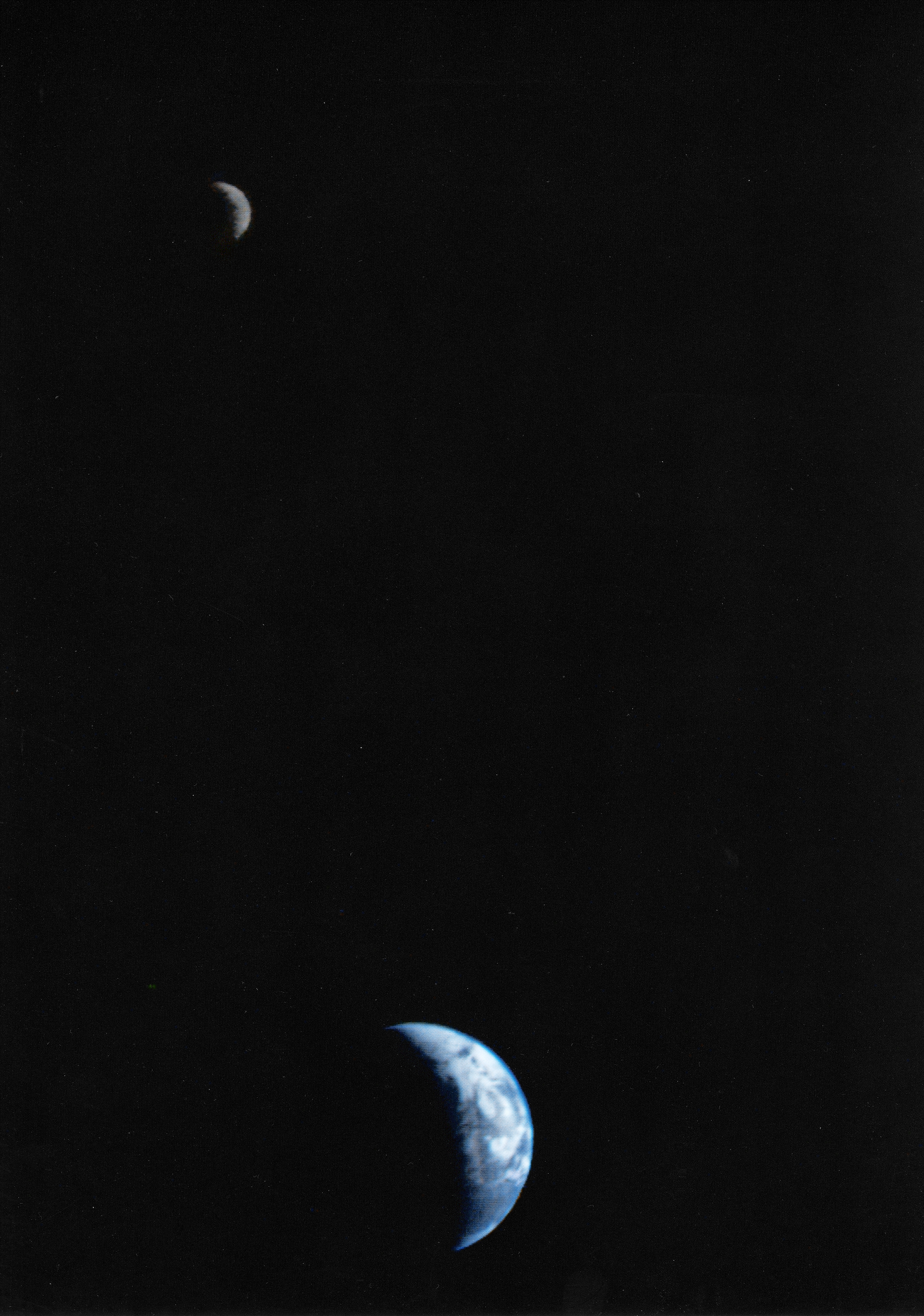
A Voyager–1 űrszonda felvétele Föld-Hold rendszerről 11,6 millió kilométer távolságból
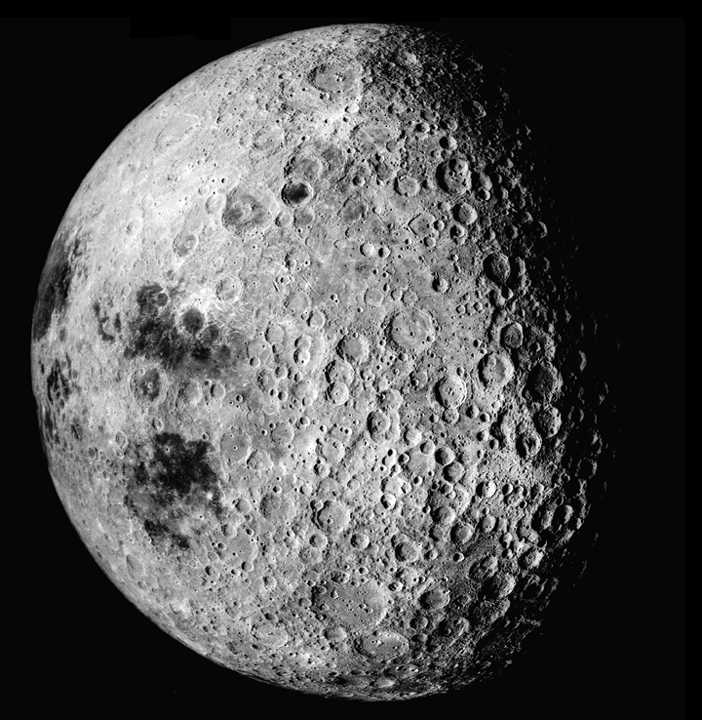
A Hold túlsó oldala
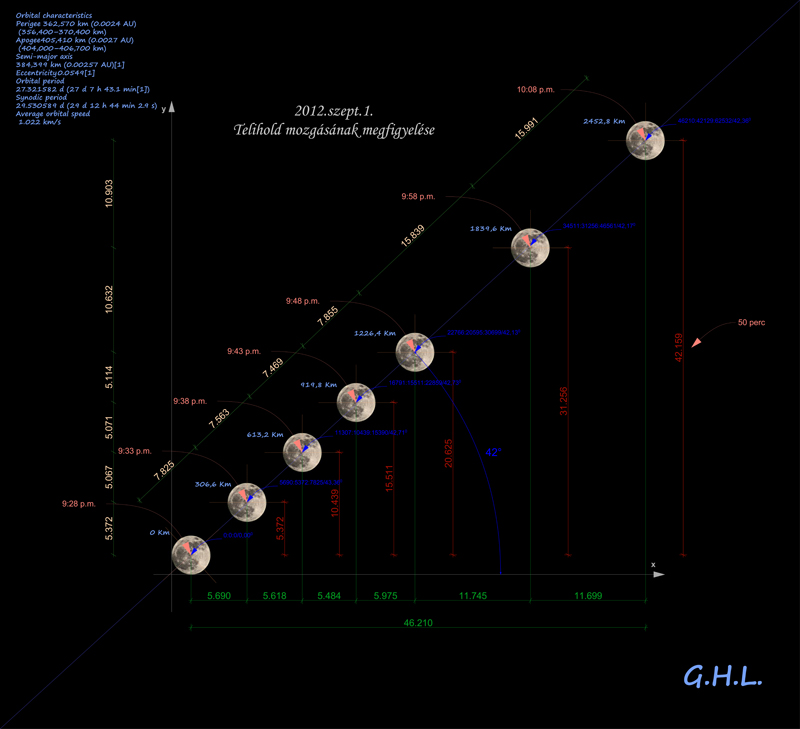
A Hold haladási mintája

### Árapályjelenség
A tengerparton élők, nyaralók számára ismert jelenség a tenger vízszintjének ritmikus emelkedése, apadása. Az árapály azonban ennél sokkal bonyolultabb jelenség, és nemcsak a tengerek vízszintjére hat, ám a köztudat helyesen köti a Holdhoz. A Hold gravitációs vonzásának hatására a földfelszín Hold felé mutató részei kissé megemelkednek (a tengervíz a leginkább, mivel a folyékony testek könnyebben változtatnak alakot erőhatásra), hullámhegyet alkotnak, az előtte és mögötte 90°-ra fekvő területek pedig kissé lesüllyednek. A hullámhegyet hívjuk dagálynak, a hullámvölgyet apálynak. A jelenségben még a Nap vonzása is szerepet játszik, ám annak hatása csak mintegy 1/3-a a Holdéhoz képest. (A dagálykúp akkor a legmagasabb, amikor a Nap–Hold–Föld ebben a sorrendben, egy egyenesen helyezkedik el, és a gravitációs hatások erősítik egymást, ilyenkor az apály is alacsonyabb. Erre újholdkor kerül sor.) Az árapály a földfelszínre gyakorolt hatása mellett visszahat az egész Föld–Hold rendszerre is. A Föld forgása lassul tőle, számítások szerint 100 évente 2,9 másodperccel, amely addig fog folytatódni, amíg a Föld forgási és a Hold keringési ideje ki nem egyenlítődik. Számítások szerint ez 1,6 milliárd év múlva következik be, amikor egy nap 55 mai nap hosszú lesz és a Hold is ennyi idő alatt kerüli meg a Földet. Ekkor a Hold a Földnek csak egy oldaláról lesz látható és adott helyen mindig ugyanott lesz megfigyelhető az égbolton. A Föld lassuló tengelyforgása mellett az árapály hatására a Hold folyamatosan távolodik a Földtől, évente 3,8 centiméteres sebességgel.

### Libráció

A Hold fázisai és librációja a Földről nézve

Köztudott, hogy a Holdnak mindig ugyanaz az oldala fordul a Föld felé. Ez azonban csak közelítőleg igaz. Az ettől való eltérést, azaz a Hold keringése során megfigyelhető billegését librációnak nevezzük. A libráció miatt a Hold felszínének kb. 59%-a bukkan elő valamikor a keringési periódus során, azaz csak 41% van mindig a túloldalon. Ha azonban mindig tökéletesen ugyanaz az oldal fordulna felénk, akkor ez az arány szinte pontosan 50-50% lenne (49,8-50,2%). A Holdnál egyszerre figyelhető meg optikai (azon belül a mozgás irányát tekintve hosszúsági és szélességi), illetve fizikai libráció.
A hosszúsági librációt az égitest ellipszis alakú pályája okozza. Mivel a Hold tengely körüli forgása állandó, viszont pályája ellipszis alakja miatt a keringési sebessége változó, ezért földtávolban lelassul és ekkor a nyugati oldalon mutat meg a túloldalából 7,9°-ot, földközelben pedig felgyorsul és a keleti oldalon láthatunk ugyanannyit a túloldalból.
A hosszúsági librációt növeli a napi parallaxis: amikor a Hold felkel, akkor a nyugati széléből látunk többet, amikor lenyugszik, akkor a keletiből, mivel a földi megfigyelő a Föld forgása következtében más irányból (a földrajzi helyétől függően több ezer kilométerrel távolabbról) látja a Hold felszínét.
A szélességi libráció oka, hogy a Hold keringési síkja 5°-os szöget zár be az ekliptikával; és mivel a forgástengelye a keringés során párhuzamos marad önmagával, emiatt hol kissé felülről, hol pedig kissé alulról látunk rá.
Ezzel szemben a fizikai libráció nem látszólagos, hanem valóságos mozgás, himbálózás. Az égitest egy nagyon kis mértékű rezgő mozgást is végez egy egyensúlyi állapot körül. Ha a két égitest tömegközéppontját összekötő egyeneshez viszonyítjuk az égitestek mozgását, akkor a Hold ehhez az egyeneshez képest 0,5 szögpercnyi periodikus eltérést mutat keleti és nyugati irányban, a hossztengelye mentén.
A Hold sajátos mozgása miatt a Hold felszínén tartózkodó megfigyelő számára a Föld látszólagos mozgása az alábbi módon írható le:
- Egy holdhónap során a Föld látszólagos mérete kissé változik, mert a Hold pályája nem tökéletes kör; emiatt a Föld néha közelebb van (és úgy tűnik, nagyobb), és néha távolabb (ilyenkor úgy tűnik, kisebb) minden holdhónap során.
- Mivel a Hold pályája körülbelül 5°-os szöget zár be az ekliptikával, ezért keringése során a Föld holdhorizont feletti magassága változik; a pólusok közvetlen környezetében a Föld lassan emelkedni látszik, majd pedig lemegy a horizont alá a holdhónap során.
- Fontos megjegyezni, hogy a Föld is keresztülmegy egy teljes fázis-soron minden holdhónapban. „Teliföld” van újholdkor, és „újföld” teliholdkor, más szóval a Föld és a Hold fázisai pontosan ellentétesek egymással.[14]

## Az égitest geológiája

### Felszín

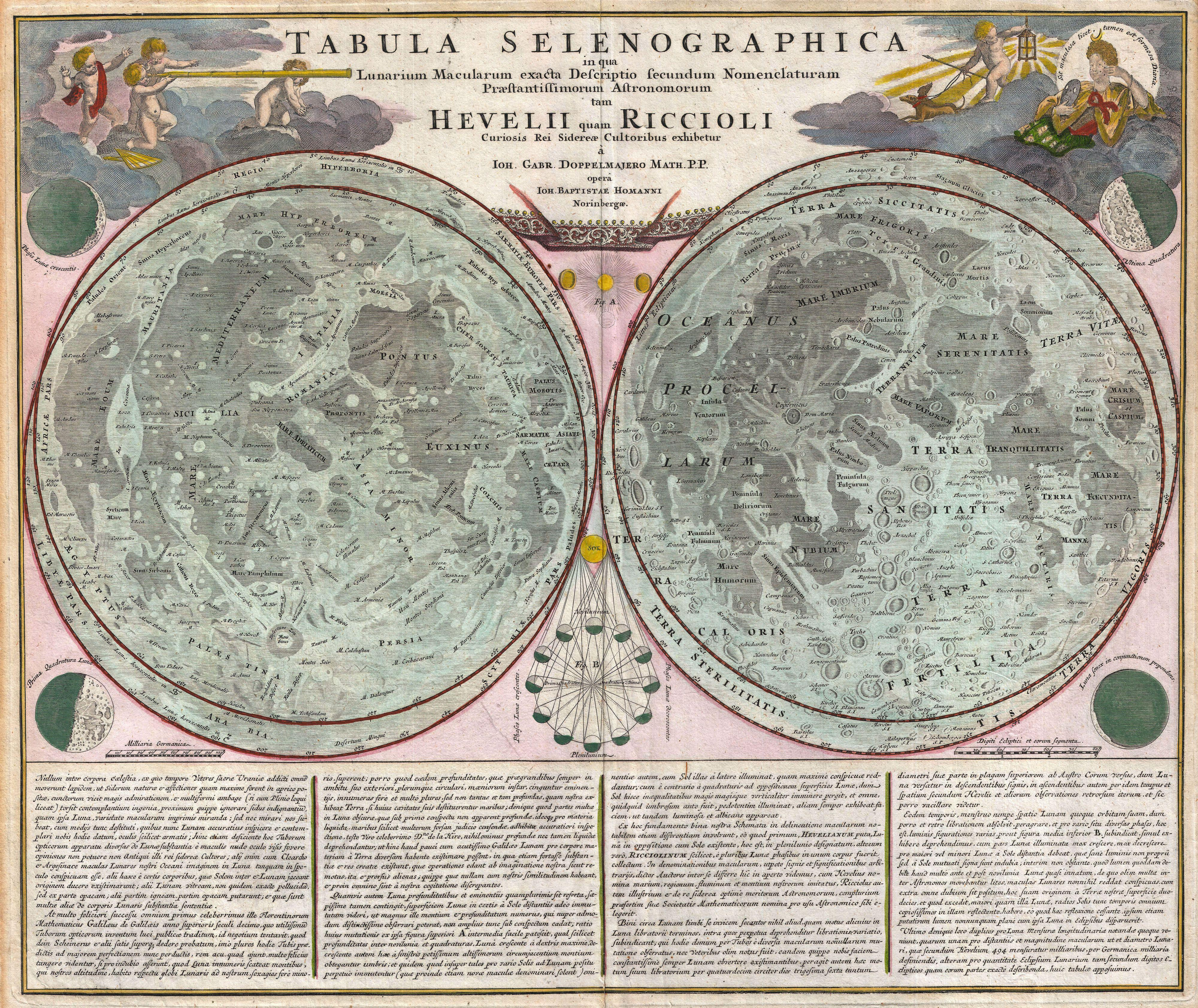
Dopplemeyer: A Hold térképe (1707)

A Hold felszínét kráterek borítják. Ezeknek a krátereknek nagy része meteoritbecsapódások során jött létre, valószínűleg a Naprendszer korai időszakában, de a mai napig folytatódik a kráterképződés. Kráterszámlálások szerint a felénk néző oldalon mintegy 30 000 darab 1 km-nél nagyobb átmérőjű kráter van. Ettől a helyszíni megfigyelések szerint sokkal több becsapódási krátert számlál a holdfelszín, ám a földi távcsövek felbontóképessége idáig terjed. A kisebb kráterek az 1 km alatt akár a centiméteres méretig terjednek, hisz számottevő légkör hiányában a legkisebb kozmikus test is képes lejutni a felszínre és krátert vájni.

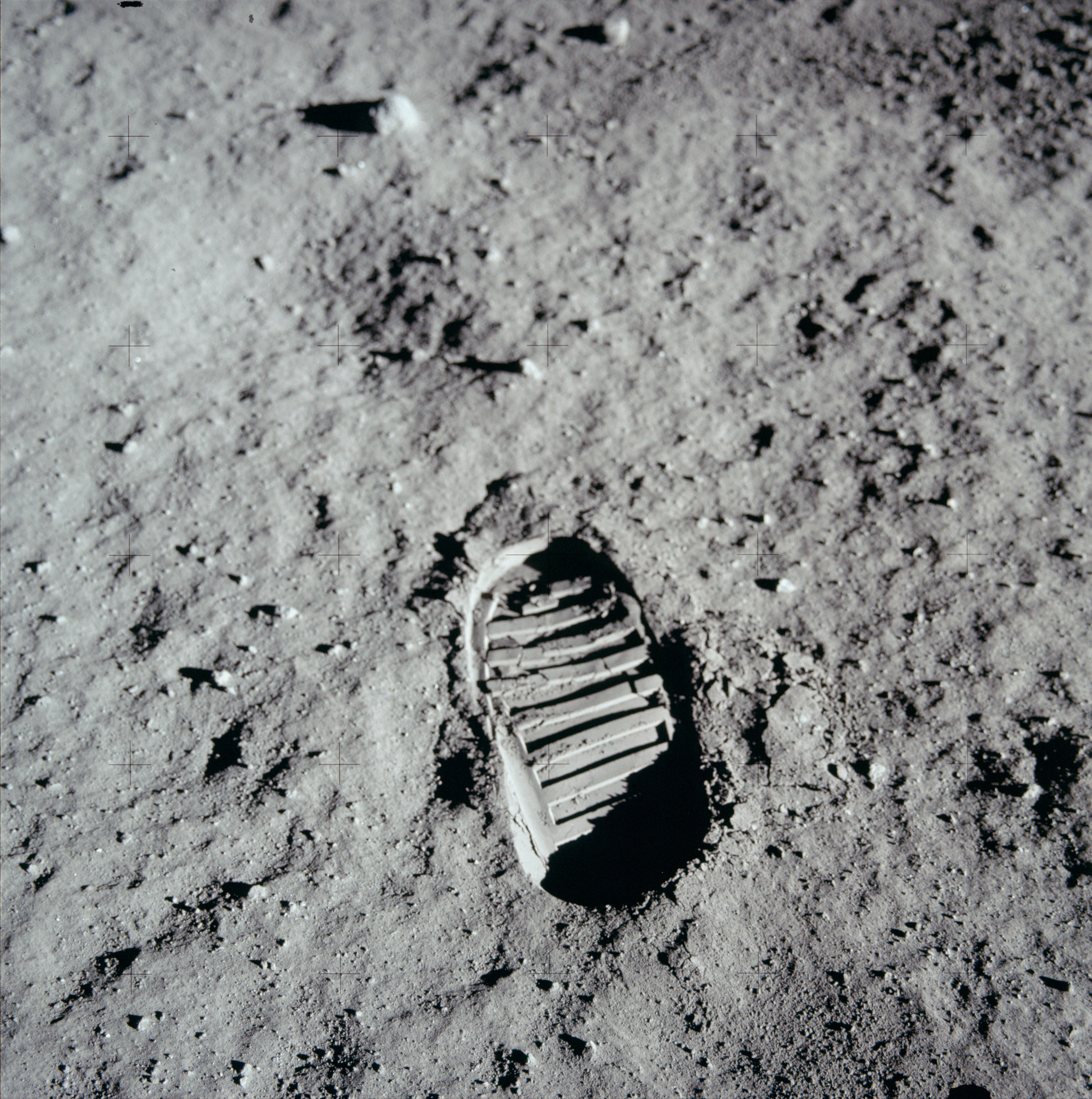
Buzz Aldrin lábnyoma a Hold felszínén. Ez a felvétel talán az egyik leghíresebb holdfelvétel, ami egy egyszerű kísérlet dokumentálására készült: a holdpor, a regolit viselkedését volt hivatott dokumentálni

A Hold teljes felszínét – a krátereket, a hegyeket, síkságokat – regolit borítja 4-5 méter vastag rétegben, ami akár 15 méter is lehet a régebbi térségben. A regolit nem más, mint púder finomságúra őrlődött holdpor, a felszín kőzeteinek a mikroszkopikus becsapódások által porrá őrölt felső rétege. A regolitképződés egy speciális eróziós folyamat, amely a holdi időjárás hatására jön létre. Az éjszakai –180 °C és a nappali +140 °C között ingadozó hőmérséklet komoly hőterhelést jelent a kőzeteknek, segítve a mállást. Emellett folyamatosan záporozik a kozmikus por a felszínre, amely akár 20–30 km/másodperces mikrobecsapódásokat jelent, valamint a napszél (folyamatos, nagy sebességgel áramló részecskebombázás) is éri a Nap felé forduló felszínt. A több milliárd év alatt ezek együttes hatása púderfinomságúvá őrölte a felszín felső néhány centiméterét. A rendkívül laza felszíni réteg az Apollo-program űrhajósai számára sok nehézséget okozott: rátapadt a ruhára, később a holdjáróra (sötétre színezve megnövelte a hőelnyelését és a hűtőrendszer hőterhelését), de jól lehetett járni rajta.
A Földről megfigyelve két markánsan elkülöníthető felszíni forma bontakozik ki. A sötét foltokat alkotó területek és a többségben levő világosabb vidékek. Az előző korokban (amikor a technikai lehetőségek korlátossága miatt nehézségekbe ütközött a valódi felszíni formák meghatározása) a sötét területeket tengernek – latinul: mare –, a világosakat pedig szárazföldnek – terra – nevezték el. A mare területek általában hatalmas, becsapódások által vájt medencék, amelyek 3,9-3,6 milliárd évvel ezelőtt keletkeztek és amelyeket a mélyből feltörő bazaltláva töltött fel (a bazalt sötétebb színe miatt látjuk ezeket a területeket sötétebbnek). A világosabb területek az ősi holdkérget képviselik, amely a bolygótest lehűlése során szilárdult kéreggé. Ez a felszíni forma még akkor jött létre, amikor a bolygótest olvadt volt és a nehezebb anyagok lesüllyedtek, hátrahagyva a könnyű elemekben (például alumíniumban) gazdagabb anyagokat, amelyek megszilárdulva világosabb színű kőzeteket adnak. Érdekes, hogy holdtengerek szinte kizárólag a Föld felé néző oldalon helyezkednek el, a túloldalon egyedül a Ciolkovszkij-kráter tekinthető mare területnek, ám az is csak jelentéktelen kis kráter az innenső oldal hatalmas holdtengereihez képest.
A legjelentősebb felszínformáló erő a becsapódásos kráterképződés. A legnagyobb kráterek hatalmas medencéket alkotnak. A mérések szerint a Hold (és egyben az egész Naprendszer) legnagyobb azonosítható becsapódásnyoma a Déli-Sark-Aitken medence. Ez a Hold túloldalán helyezkedik el a déli sark és az egyenlítő között, 2240 km-es átmérővel. A medencét a későbbi korok becsapódásai számtalan új kráterrel írták felül, így azonosítása is műholdas mérésekkel sikerült. A legnagyobb, más becsapódások által még nem erodált kráter a Bailly, amelynek átmérője 295 km, mélysége 3960 m. A hatalmas becsapódások erejétől az ősi holdfelszín több helyen hegységekké gyűrődött fel, általánosak a nagy medencék partján körbefutó hegyláncok. A legmagasabb hegységek a déli sark közelében vannak, magasságuk eléri a 6100 métert.

#### Holdtengerek
A Hold nagy területeit borító sötét foltok megszilárdult láva alkotta síkságok. A korai csillagászok úgy hitték, hogy tengerek és óceánok, ezért latin nevük máig mare („tenger”) és oceanus („óceán”). A szabad szemmel látható tengerek: Mare Tranquillitatis („Nyugalom tengere”), Mare Serenitatis („Derültség tengere”), „Mare Fecunditatis” („Termékenység tengere”), Mare Vaporum („Párák tengere”), Mare Humorum („Nedvesség tengere”), Mare Imbrium („Esők tengere”), Mare Nectaris („Nektár tengere”), Mare Crisium („Veszélyek tengere”), Mare Nubium („Felhők tengere”), Mare Frigoris („Hidegség tengere”), Oceanus Procellarum („Viharok óceánja”).

### Felépítése
A Hold a Földhöz (és a Naprendszer nagyobb, gömb alakot felvett égitestjeihez) hasonlóan differenciálódott égitest, szerkezetében geokémiailag elkülöníthető kéreg, köpeny és mag létezését figyelték meg kutatók. A mai bolygókeletkezési elméletek szerint a csillagokat övező akkréciós korongokban levő anyag folyamatos ütközések során áll össze bolygócsírákká, majd végül bolygókká. A Hold az őt a Föld testéből kiszakító ütközés, majd a Föld körüli pályára állt anyag akkréciója során rengeteg ütközést szenvedett el, amelynek során hatalmas energiamennyiség szabadult fel. Ez elegendő volt, hogy a kőzeteket megolvassza. Az ily módon folyékonnyá vált test gömb alakot tudott felvenni (az űrben, súlytalanságban minden cseppfolyós test gömb alakot igyekszik felvenni). Emellett a folyékony testben a planetáris differenciálódás során a nehezebb fajsúlyú anyagok lesüllyedhettek, míg a könnyebbek a felszínen maradtak. Később a magma elkezdett lehűlni és szilárd kéreg alakult ki a felszínen maradt könnyebb elemekből. Az Apollo-program helyszíni mintavételei a holdfelszínen olivint és piroxéneket talált, mint a kéreg fő alkotóelemeit, alátámasztva a fenti hipotézist. Az Apollo–15 pedig anortozitot talált, egy nagyon könnyű kristályos kőzetet, amely kétségtelenné tette a szakaszos lehűlés közbeni kristályosodás és a kémiai differenciálódás elméletét. A fizikai differenciálódást – a szilárd és olvadt részek meglétét – elsősorban a felszínen végzett szeizmológiai mérésekkel támasztották alá.

#### Kéreg
A Hold kérge egyenetlen vastagságú. A Föld felé néző oldalon 19 km vastag (amely alig marad el a földi kéreg átlagos vastagságától), míg a túloldalon 50–60 km vastag. Kőzettani szempontból a holdtengereket főként bazalt uralja, míg a felföldeket breccsa – a becsapódások során keletkező kőzet, amely többféle kőzet és holdpor összeolvadásával jön létre a becsapódások kataklizmájában.
A Hold kérgében az északi pólus krátereiben, ellentétben az égitest többi részével, a Csandrajáan–1 űrszonda talált vizet (pontosabban amerikai gyártmányú spektrográfja a hidrogén- és oxigénatomok közti kémiai kötést azonosította). Hasonló eredményeket publikált két másik űrszonda, a Föld-Hold rendszert távolabbról vizsgáló Deep Impact, valamint a korábban, a Szaturnusz felé vezető útján a Hold mellett elrepült Cassini űrszonda kutatócsoportja is. A víz eredete egyelőre nem tisztázott, elképzelhető, hogy az évmilliárdokkal ezelőtt, a késői nagy bombázás idején becsapódott üstökösöket alkotó vízjég maradt meg az örökké árnyékban lévő kráterek fenekén, de az sem kizárt, hogy a napszélben a felszínre záporozó protonok (hidrogénatom-magok) léptek kémiai reakcióba a felszíni kőzetek oxigénjével. A víz összmennyiségét mintegy 600 millió köbméterre becsülik.

#### Köpeny
A köpeny is két részre osztható, felső köpenyre és alsó köpenyre. A felső köpeny szilárd, az alsó pedig részlegesen olvadt. A köpeny összesen kb. 1200 km vastag, ennek hozzávetőleg a fele teszik ki az olvadt részt. A felső köpeny legalsó részén pattannak ki a Hold saját rengései (havi átlagban 100 alkalommal). E rengéseket főként a Föld–Hold rendszer keringésének változásai, gravitációs hatások váltják ki. A Hold azonban szeizmológiailag rendkívül csendes égitest: a rengések összenergiája tízmilliószor kisebb, mint a Földön mért egy évi összes földrengés energiája. A rengéshullámok a különböző fizikai állapotú és kémiai összetételű anyagokban eltérően terjednek. A köpenyben a rengéshullámok alig gyengülnek, ez a magas hőmérséklet, vagy a víz hiányára utal (a rengéshullámok víz, vagy nagy hőmérsékletű kőzetben erőteljesen lassulnak). Azaz összességében a Hold geológiailag holt égitest.
A köpeny anyaga főként oxigént, szilikátokat, magnéziumot, vasat, kalciumot és alumíniumot tartalmaz. Emellett nyomokban titán, urán, tórium, kálium és hidrogén is található a köpenyben. Ezen anyagok globális jelenlétét főként a Lunar Prospector és a Clementine űrszonda megfigyelései mutatták ki.

#### Mag
Az égitest magja meglehetősen kicsi. A szeizmológiai mérések maximum 450–500 km-es átmérőjű mag létezését mutatták ki. A mag a köpenyhez hasonlóan szintén két részből áll: a belső mag úgy 150–160 km-es lehet és szilárd, míg a külső mag maximum 300–350 km-es vastag, olvadt kőzetből álló rész. A mag főként vasból és kénből épül fel. A mag mérete a bolygótest átmérőjének hozzávetőleg negyede, míg ugyanez az érték a Föld esetében 54%.
A Hold átlagos sűrűsége 3346,4 kg/m³, ezzel az Io után ez a második legnagyobb sűrűségű hold a Naprendszerben. A kőzeteinek összetétele alapvetően megegyezik a Földével, kivéve a víz hiányát és a relatíve kevés vas jelenlétét.

### Domborzata

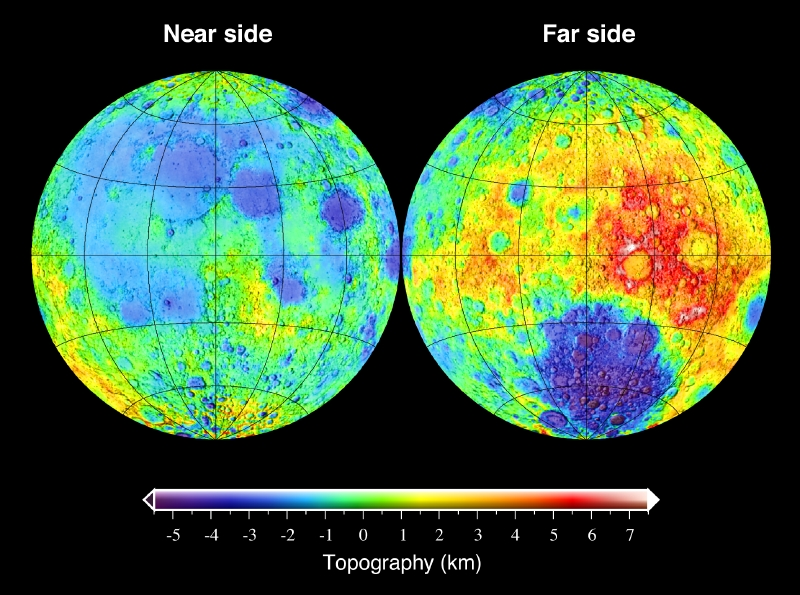
A hold topográfiája

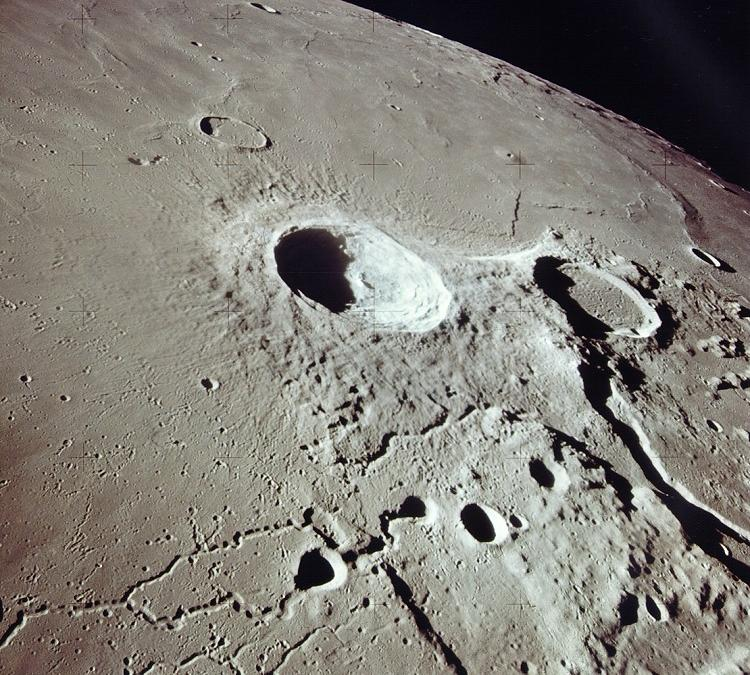
Schröter-völgy

A Hold domborzatának teljes körű vizsgálatát a NASA Clementine szondája végezte Hold körüli pályán keringve. Ezen megfigyelések részét képezte a felszín lézer magasságmérővel történő letapogatása, amelynek révén ma a teljes holdgömbről rendelkezünk egy részletes topográfiai térképpel (40 m-es felbontással).
A Hold domborzatát két alapvető felszínformáló erő befolyásolta az idők során. A mai felszín kialakulásáért legfőképpen a meteoritok becsapódása felelős, de a főként ezek nyomán végbement vulkanikus tevékenység is jelentős szerepet játszott benne. A megfigyelések alapján öt fő felszíni formát különböztetünk meg:
- Körülsáncolt síkságok: ezek a legtöbb esetben a mare területekkel azonosak. Egy-egy hatalmas becsapódás nyomán keletkeztek, a legtöbbjük a Nagy Bombázás időszakában keletkezett, amikor akár kilométeres nagyságú sziklatömbök ütköztek a Holddal. Ezekben a kataklizmákban óriási energiák szabadultak fel, mélyen felszaggatva a felszínt. A becsapódások természetéből fakadóan ezek a hatalmas medencék kör, vagy sokszög alakot vettek fel függően a becsapódó test sebességétől és becsapódási szögétől. Később az elvékonyodott kérgen keresztül a köpeny anyaga tört fel bazaltláva formájában és sima felületet alakított ki a becsapódásos medence közepén. (Később a lávasíkságokon csak kisebb becsapódások történtek és kevés helyen töri meg nagy kráter, vagy más a sima felületet).
- Gyűrűhegységek: a lávasíkságok logikai párjai, a hatalmas becsapódási medencék mentén végigfutó, gyűrű, vagy körív alakú hegységek. Egy-egy becsapódás során több köbkilométernyi anyag dobódott ki, de a kráter szélén már nem hatott akkora erő, hogy kidobja az anyagot, hanem csak összetördelte a kéreg kőzeteit és a hatalmas, törött kőzettáblákat felgyűrte. Ezek a felgyűrt kőzettáblák alkotnak hegyláncokat (például Montes Apenninus, Montes Caucasus, Montes Carpatus). A felgyűrt, összetöredezett táblák közé befolyt láva pedig megannyi zegzugos kis völgyet képez minden lávasíkság-gyűrűshegy találkozásnál. A hegyek magassága a környező síksághoz képest eléri a 6 000 métert.

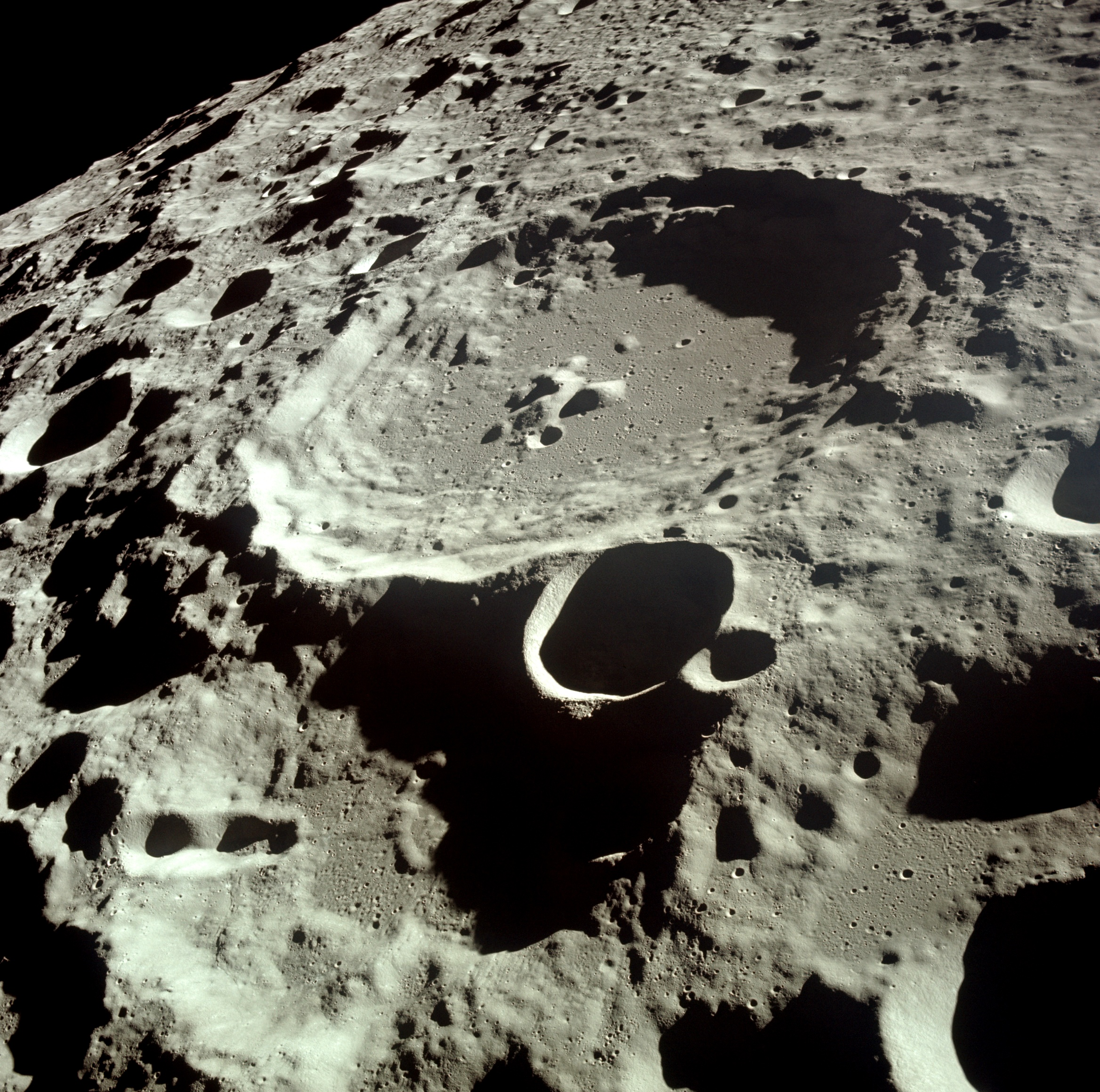
A Daedalus-kráter (kb. 93 km) az Apollo–11-ről (1969)

- Kráterek: a nagy medencéken kívül számtalan kisebb-nagyobb kráter szabdalja a felszínt. A nagyobbak elérik a 200-300 kilométer átmérőt. A régebbiek erősen erodálódtak, más, későbbi becsapódások részlegesen felülírják, betemetik őket, a lávafolyamok elsimítják, az újabbak pedig élesen rajzolódnak ki a környezetükből. A kevésbé erodálódott krátereken nagyszerűen tanulmányozható a becsapódások fizikája: a kráter falai teraszosan megsüllyednek a keletkező lökéshullám hatására, és jó néhány kráterben központi csúcs keletkezik. Néhány kráter esetében a kidobódott anyagból sugársávok jönnek létre, ezeket sugaras krátereknek is nevezik.
- Hasadékvölgyek: a lávasíkságokon keletkező felszíni formák. Keletkezésük többféle lehet:
  - Sinus-rianások: az ilyen hasadékok általában a Földön is megfigyelhető lávacsatornák, amelyek teteje később beomlott. Fő jellegzetességük, hogy kacskaringósan húzódnak keresztül egy-egy sík lávaterületen (legszebb példa rá a látható oldal északnyugati részén lévő Schröter-völgy).
  - Radiális hasadékok: ezek általában a láva lehűlésekor keletkeznek, amikor a megszilárduló kőzet összehúzódik és meghasad (Vallis Alpes – „Alpesi völgy”).
  - Vetődések a belső erők által létrehozott süllyedések, amelyek nem teknőszerűek, hanem csak az egyik oldalon magasodik több száz méter magas sziklafal (Rupes Recta).
- Dómok: általában néhány száz méter magas, akár 10–15 km átmérőjű, kerek „dombok”, soknak a tetején akár 1000 méter átmérőjű bemélyedések láthatóak. Általános vélekedés szerint ezek a holdi vulkanizmus megnyilvánulásai, a voltaképpeni kialudt holdi vulkáni kúpok.

A Hold domborzatának további különlegessége, hogy az innenső oldal átlagosan 1,9 km-rel alacsonyabb, mint a túloldal. Ez főként azért lehet, mert egy valamilyen még nem tisztázott okból a kéregvastagság az innenső oldalon csak harmada a túloldalinak. A felszín legmagasabb és a legalacsonyabb pontja közötti különbség 16 km.

### A Hold rétegtana
A Hold volt az első olyan égitest, amelyre alkalmazták a rétegtan Földön kifejlesztett, de más égitestre kiterjesztett axiómáit (Shoemaker és mtsa, 1962, Wilhelms, 1970a, 1970b, Wilhelms és mtsa, 1971). A kőzettestek tulajdonságait, az átfedési viszonyokat először fotometriai úton, távcsöves fényképfelvételekről, majd űrfelvételekről állapították meg.
A rétegtani térképező munka egyik összefoglalása a Hold rétegtani oszlopa, amit lépcsőzetes piramis formájában mutatunk be. Ebben fölsoroljuk a Hold fő rétegtani emeleteit, amelyek a kőzetképződés nagy korszakaival párhuzamosíthatók.
A Holdon legfiatalabb képződményei a sugársávos kráterek (kopernikuszi emelet), amiket lejjebb a még mindig fiatalosan tagolt morfológiájú, de már sugársáv nélküli kráterek (eratoszthenészi emelet) váltanak fel. Mindkét fiatalabb emelet rétegei többnyire csak kráternyi foltokban tűnnek fel, bár előfordulnak eratoszthenészi marék is (és a Tycho- vagy a Kopernikusz-kráter sávjai is messzire nyúlnak, amit különösen telihold idején láthatunk jól). A foltnyi rétegtani egységek alatt két, nagy kiterjedésű kőzettesteket alkotó emelet következik:
- a fiatalabb az imbriumi, amit az Imbrium-medence alapján jelöltek ki,
- az idősebb nektári emelet, amit a Nektár-medencéből írtak le.

Legalul a krátermezőkkel borított terravidékek prenektári emelete fekszik.

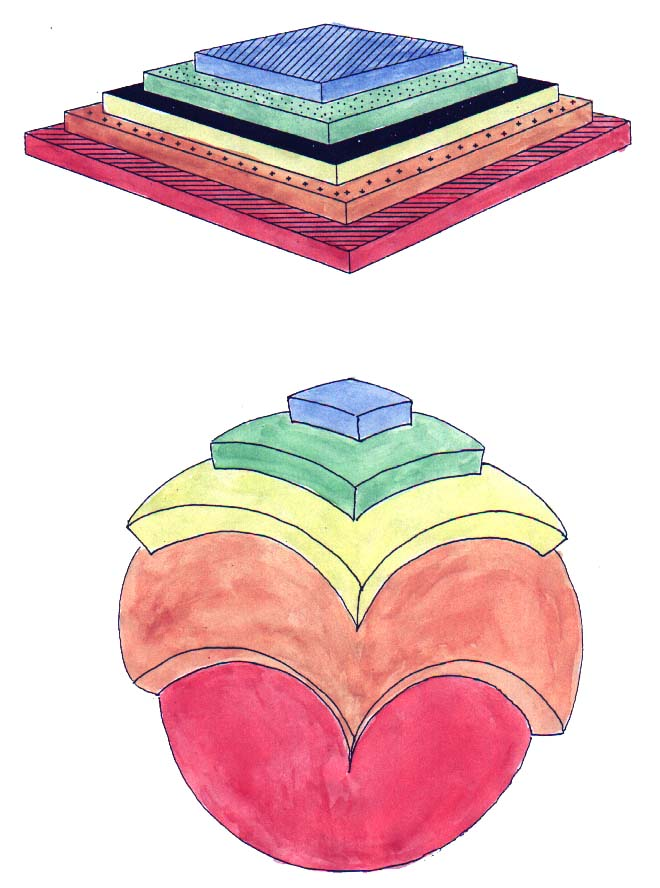
A Hold rétegtani emeletei

A Hold idealizált rétegtani piramisa. A rétegtani egységek föntről lefelé:
- Kopernikuszi (fiatal, sugársávos kráterek),
- Eratoszthenészi (fiatal, de sugársáv nélküli kráterek),
- Imbriumi (az Imbrium-medence kialakulásától: kidobott takarók, mare elöntések),
- Nektári (a Nektár-medence kialakulásától: medencék, márék),
- Prenektári (minden korábbi kőzettest).

A Hold sztratigráfiai térképezése tette lehetővé, hogy az Apollo-programban begyűjtött holdkőzeteket elhelyezhessék az égitest fejlődéstörténetében.

### Gravitációs mezeje
Kísérő égitestünk gravitációs mezejének fő sajátosságait az ún. masconok jelentik, azaz a Hold gravitációs mezeje nem homogén. A Hold körül keringő szovjet és amerikai szondák mérései meglepő módon tömegkoncentrációkat, „csomókat” jelöltek a Hold testében, ami miatt a gravitációs mezőben is anomáliák figyelhetők meg. Ez főként a Hold körüli pályán keringő űrhajók keringésében doppler mérésekkel észlelt rendellenességekből vezethető le. Nagyobb masconok a Hold innenső oldalán találhatóak, főként a nagy becsapódások, holdtengerek közelében, a túloldalon csak elszórtan és kisebb masconok vannak. (Ez utóbbi azonban csak nagyobb hibaszázalékkal elfogadott felfedezés, mivel a Hold túloldalán repülő űreszköz doppler-észlelésére nincs mód földi eszközökkel).
A nagy becsapódásnyomokkal való egyezőség felveti a masconok eredetének egyszerű magyarázatát: a feltörő kemény (sűrű szerkezetű) kőzet, a bazalt nagy koncentrációban való jelenléte lehet a jelenség magyarázata. Azonban a legnagyobb bazalttenger, az Oceanus Procellarum esetében egyáltalán nincs jele gravitációs anomáliának, míg sok, kisebb csomónál sincsenek ilyen egyértelmű jelek (például nincs bazalt a környéken), ezért a maguknak a becsapódásoknak is nyilvánvaló közük lehet a tömegkoncentrálódásokhoz (ilyen lehet a becsapódó test holditól eltérő sűrűségű anyaga, vagy a becsapódás energiája által összepréselt kőzetek miatt).
A tömegcsomókat először a Lunar Orbiter szondák detektálták, amikor az Apollo-programhoz végeztek megfigyeléseket az emberes űrhajók pályájához, leszállásához szükséges számításokhoz. Legutoljára pedig a Lunar Prospector szállított adatokat kisebb, eddig felfedezetlen masconokról.

### Mágneses mezeje
A Földéhez hasonló mágneses mező létéről nem beszélhetünk, azonban gyenge, helyi jellegű mágneses terek megtalálhatók voltak a helyszíni vizsgálatok során. A Hold mágneses mezejének legfőbb jellemzője, hogy nem dipól jellegű (nincs globális északi és déli mágneses irány). Ez azt mutatja, hogy az olvadt kőzetet keringető mag kicsi és nem alakult ki vagy leállt benne a mágneses mezőt gerjesztő dinamó. A helyi mezők eredete ezért kérdéses. Az egyik elmélet szerint az égitest fejlődéstörtének elején még működött az a belső dinamóhatás, amely globális mágnesességet hozott létre, és a most megfigyelhető helyi mezők ennek a régen volt globális mezőnek a maradványai. Ezt azonban erősen kérdésessé teszi a Hold magjának kis mérete, azaz annak a lehetősége is igen kicsi, hogy a múltban nagyobb lehetett az olvadt anyag körforgásának „meghajtása”. Egy másik elmélet szerint a mágneses jelenségek inkább a becsapódásokhoz kapcsolódnak. Ennek az elméletnek azonban nincsenek a működési mechanizmusokat illető kidolgozott alapjai, csak az támasztja alá, hogy a mágneses területek sok esetben a nagy becsapódásokkal átellenben helyezkednek el a Hold testében.

### Légköre
A közhiedelemben úgy él, hogy a Holdnak nincs légköre. Földi értelemben ez valóban igaz, ám némi kigázolgásból származó rendkívül ritka légkör megfigyelhető a felszíne felett. A Hold tömegvonzása kicsi, a felszínén az első kozmikus sebesség csak egynegyede a földinek. Emiatt a könnyebb atomok (hidrogén, hélium) már a napsugárzástól nyerhetnek annyi energiát, hogy elszökjenek a felszínről, illetve a napszél energiája is elegendő, hogy magával sodorja ezeket az illékony elemeket. A Holdnak mégis van néhány nehezebb elemből álló, alig mérhető atmoszférája. A gázanyagok forrásául két fő jelenség szolgál. Az egyik a kéreg és a köpeny anyagában végbemenő radioaktív bomlási folyamatok nyomán létrejövő radon kigázolgása. A másik pedig a folyamatos bombázás miatt a felszín kőzeteiben levő gázanyag kiszabadulása. Az Apollo-program ALSEP műszerállomásainak mérései alapján köbcentiméterenként 200 000 molekula sűrűségű légkört mutattak ki a kutatók. Összehasonlításul ez 100 trilliószor (1020) ritkább a földi légkör sűrűségénél. Földi megfigyelésekkel sikerült kimutatni a légkörben káliumot és nátriumot, a radon jelenlétét pedig a Lunar Prospector szonda mérései mutatták ki.
A több – sokszor véletlenszerű – forrás miatt a légkör összetétele nem állandó. Ez egyrészt a bolygó felszínéig akadálytalanul eljutó, Napból származó ibolyántúli sugárzás miatt van, mivel a sugárzás lassan ionizálja a légkör atomjait, majd a napszél ezeket az ionokat is magával sodorja. Másrészt pedig a becsapódások nyomán hol ilyen, hol olyan gázok szabadulnak fel és töltik fel a ritka légkört. A légkört az Apollo mérések összesen, átlagosan 10 000 kg-ra teszik.
2016-ban japán kutatók a Kaguja szonda mérései alapján a Földről származó oxigén jelenlétét mutatták ki a Hold felszínén. A napszél a Hold felszínét öt nap kivételével folyamatosan bombázza. Ez az öt nap akkor van, amikor a Föld a Nap és a Hold közé kerül. Ilyenkor a Föld magnetoszférája mintegy leárnyékolja a napszelet a Hold irányába, a napszél viszont a Föld légkörének felső rétegéből oxigénionokat képes magával sodorni, amik eljutnak a Hold felszínére. A kutatók szerint ez a folyamat legalább 2,5 milliárd éve zajlik.

### A felszínt érő sugárzás
A Csang-o–4 kínai holdszonda mérései azt mutatják, hogy a Hold felszínét érő sugárzás 2-3-szor erősebb, mint ami a Nemzetközi Űrállomás fedélzetén tapasztalható.
A sugárzás erőssége a tervezett, hosszabb idejű emberes küldetések miatt fontos tényező, ugyanis ez nagyjából kettő hónap Holdfelszíni tartózkodást tesz lehetővé az emberek számára. Az ennél hosszabb időtartam (az időtartamhoz hozzászámítják a nagyjából 1-1 hetes oda- és visszaút alatt elszenvedett sugárzást is) nagyon megnöveli a rák kialakulásának veszélyét, illetve egyéb, nemkívánatos egészségi elváltozások kialakulását.
A sugárterhelésnek számos forrása létezik: galaktikus kozmikus sugarak, szórványosan a Napból kilökődő részecskék (például a napkitörések alatt), valamint a kozmikus sugárzás és a holdtalaj kölcsönhatásaiból származó neutron- és gamma-sugárzás. A sugárzást sievert egységben mérik, amely az emberi szövetek által elnyelt mennyiséget adja meg. A Holdon a sugárzás terhelése napi 1369 mikro sievert. Ez nagyjából 200-szor több sugárzás, mint ami az embereket a Föld felszínén éri.
A Science Advances folyóiratban 2020 szeptemberében megjelent tanulmány szerzői megoldást is javasolnak erre a problémára: olyan tartózkodó helyeket kell építeni, amiket legalább 80 cm vastag holdi talaj fed.

## A Hold fényváltozásai

### Holdfázisok

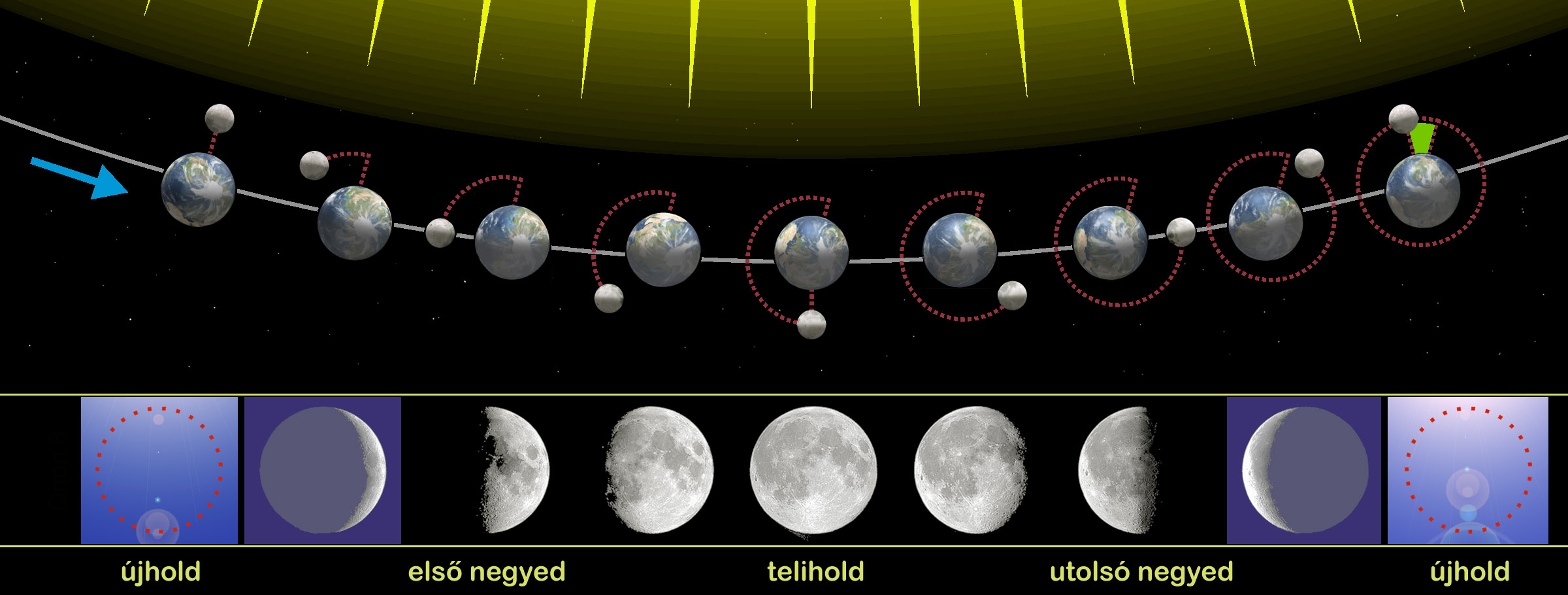
Az ábra a Hold fázisváltozásait szemlélteti, egy teljes szinodikus kört megtéve

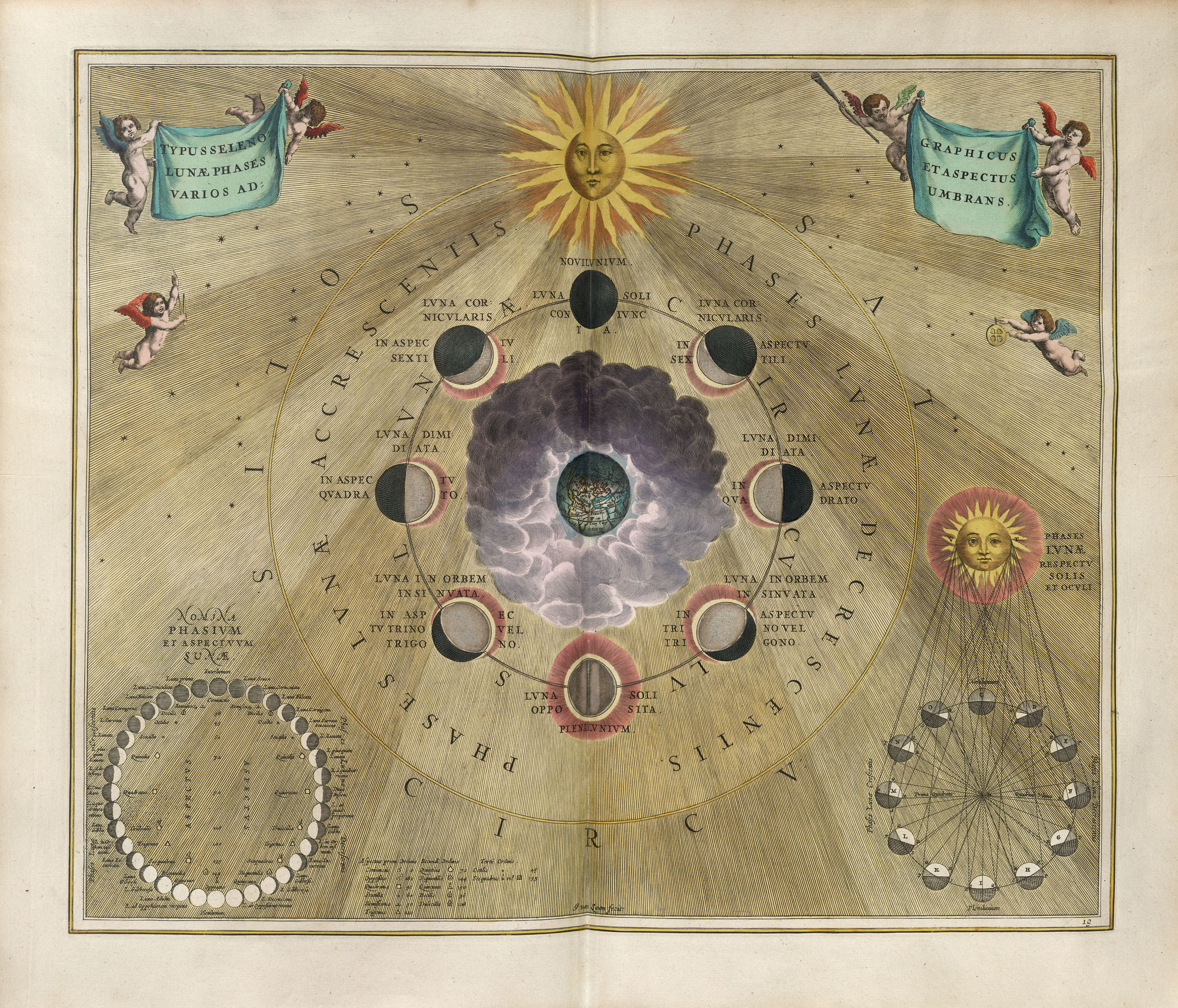
A Hold fázisa a Cellarius Harmonia Macrocosmicában

A Holdnak nincs saját fénye, csak a Nap fényét veri vissza. A Föld körüli keringése során a megvilágítottsága állandóan változik a Nap–Föld–Hold rendszer pozícióinak változása miatt. A köznyelv szerint a Hold megtelik, majd elfogy.
A holdfázisok újholddal kezdődnek, ekkor a Hold a Nap és a Föld között helyezkedik el, és pontosan a túloldalát világítja meg a Nap. Az „új” holdat nem látjuk, mert a Nap irányában van, és a napfényes ég lehetetlenné teszi az észlelését. Az amatőrcsillagászok próbálkoznak a konjunkcióhoz minél közelebbi, napkelte előtti, illetve napnyugta utáni cérnavékony holdsarló szabad szemes észlelésével, amelynek magyar rekordja 15 óra 21 perc: ez 1985 szeptemberében történt a hajnali égen. Távcsővel kb. két órával fiatalabb sarlót lehet megpillantani.
Nagyjából egy hét alatt egyre növekedve éri el az első negyedet (naptárunk hetes időszakasza – egyes feltételezések szerint – innen származik), amikor a Föld–Hold–Nap rendszer pontosan derékszöget zár be egymással (ilyenkor a Hold felénk eső oldalának felét látjuk, a keleti félgömb – a holdkorong jobb oldala – fényes, a bal oldala árnyékban van). Mivel minden nap kb. 50 perccel később kel és nyugszik, egyre többet látható a már sötét égbolton. Újabb egy hét elteltével következik a telihold. Teliholdkor a Föld kerül körülbelül a Nap és a Hold közé és a felénk eső oldalt éri a napsugár, a holdkorong teljessé válik (Ha a Föld pontosan a Nap és a Hold közé esik, akkor holdfogyatkozásról beszélünk). Ezután a Hold elkezd fogyni, egy hét múlva következik be az utolsó negyed, újra derékszöget zárnak be egymással az égitestek, csak az első negyedhez képest a Hold keringési pályájának túloldalán. A megvilágítás éppen ellenkező az első negyedhez képest, a „félhold” a nyugati oldalon – a bal oldalon – fényes és a jobb oldalin árnyékos. Egyre később kel, egyre közelebb a hajnalhoz, végül a negyedik hét végén teljesen elfogy a Hold, és eljut az újhold állapotba, ahol a ciklus újra kezdődik. Ez a ciklus átlagosan 29 nap 12 óra 44 perc alatt megy végbe, ez a szinodikus holdhónap hossza.
A holdfázisok időpontjai, így a teliholdak és újholdak is évekre előre pontosan kiszámíthatók.
A mindenkori megvilágított és a sötét rész határa a terminátor. Ennek közelében láthatóak a legjobban a Hold felszíni alakzatai, kráterei.

### Fogy vagy növekszik?
Ha a Hold korongja nem teljes, nem mindenki tudja rögtön megállapítani, hogy fogyóban van-e a Hold vagy növekvőben. Az újhold vékony sarlója és a fogyó Holdé csak abban különbözik, hogy domborodásuk ellenkező irányba mutat. Az északi féltekén az első negyed mindig jobbra mutat a domború oldalával, az utolsó negyed ellenben balra (a déli féltekén éppen fordítva). Hogyan jegyezzük ezt meg, hogyan állapíthatjuk meg hiba nélkül, melyik Hold merre néz? Emlékezőtehetségünk segítségére a magyar nyelvben a holdsarlónak a D, illetve a C betűhöz való hasonlóságát használhatjuk fel a Dagad (Duzzad) és Csökken szavakkal.
A latinban ugyanezekkel a betűkkel éppen a fordított értelmű szavak kapcsolhatók össze: crescit = növekszik, decrescit = csökken (lásd például a Carmina Burana híres Fortuna-kórusának sorát: Semper crescis, aut decrescis, vita detestabilis, azaz: „mindig dagadozol vagy csökkensz, utálatos élet ez”). Többek között ezért is (illetve a mágikus hiedelmekkel való kapcsolata miatt) emlegetik a holdat latinul „hazug”-nak (Luna mendax).
E szabályt azonban csak az északi féltekén alkalmazhatjuk. Ausztráliában például fordítva áll a dolog, sőt még az északi féltekén is alkalmatlan lehet a fenti szabály, nevezetesen az Egyenlítőhöz közelebb eső szélességi körökön. Már a Krím-félszigeten és a Kaukázusban is megfigyelhető, hogy a sarló erősen oldalt dől. Egészen közel az Egyenlítőhöz a láthatáron lebegő Hold már szinte csónaknak tűnik fel, amely a vízen himbálódzik; ezért mesélnek az arab mesék a Hold csónakjáról.
Ha nem akarunk tévedni a Hold fázisaiban, csillagászati jelenségektől kell tanácsot kérnünk. A növekvő Holdat este látjuk a nyugati égen, a fogyó Holdat reggel látjuk a keleti égen. Az első negyed délben kel és éjfélkor nyugszik le, míg az utolsó negyed esetében ez fordítva van.
A Hold a Naptól kapja a fényét és ezért a holdsarló kidudorodó részének természetesen a Nap felé kell fordulnia. A holdsarlót egyébként nem két félkör, hanem egy félkör (ez a külső ív) és egy fél ellipszis (amely a Hold megvilágított részének határa perspektívában, ez a belső ív) határolja.

### Hamuszürke fény
A holdfelszín albedója rendkívül alacsony (0,12), mégis rengeteg fényt ver vissza. Ezért újhold előtt, vagy után, amikor a felénk eső félgömb legnagyobb része árnyékban van, akkor is láthatjuk a Hold gömbjét. Ilyenkor a sokkal nagyobb fényvisszaverő képességű és felületű Föld éppen „teliföldet mutat” a Hold felé, rengeteg fényt sugározva a Hold felé, amely egy kis részét visszaveri. Ezt érzékelhetjük halvány derengésként és ezt a jelenséget hívjuk hamuszürke fénynek vagy földfénynek.

## Fogyatkozások

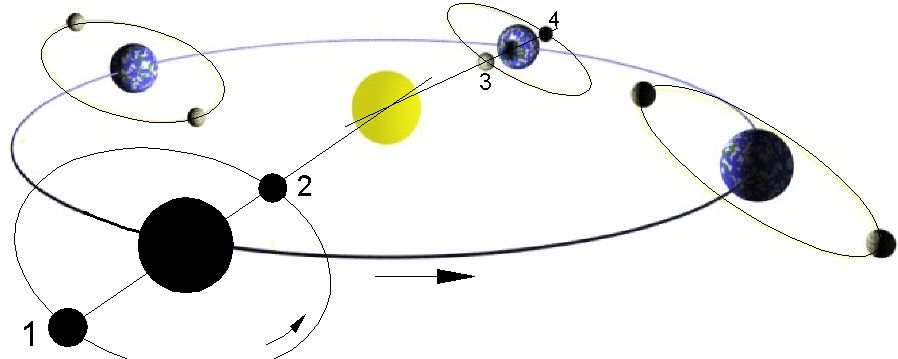
A Föld körül keringő Hold, és a Nap körül keringő Föld pályája

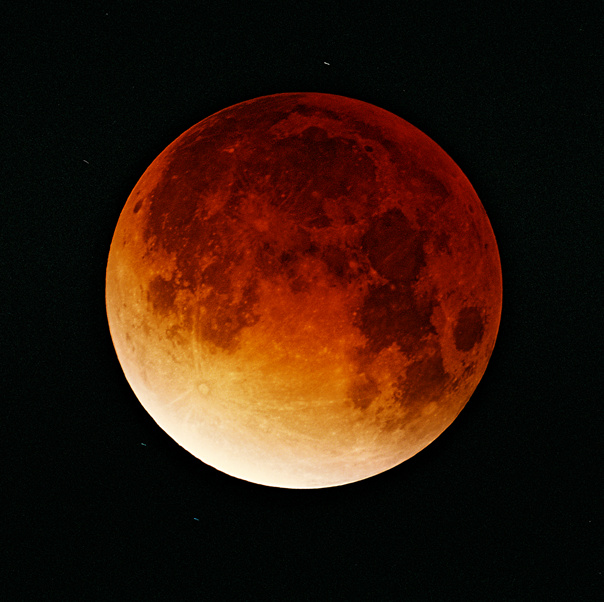
Teljes holdfogyatkozás

A Föld körül keringő Hold pályája az ekliptikával 5,15°-os szöget zár be, ezért csak időnként kerülhet olyan kitüntetett térbeli helyzetbe, amikor napfogyatkozást, vagy holdfogyatkozást figyelhetünk meg. Az ábrán a 2-es és 3-as helyzet a napfogyatkozást (és egyben újholdat), az 1-es és 4-es helyzet a holdfogyatkozást szemlélteti. A Föld másik két helyzete a holdfázisokat mutatja. Nap-Föld-Hold sorrendű a telihold, Nap-Hold-Föld sorrendű elhelyezkedés az újhold szemléltetése.

### Napfogyatkozás
Napfogyatkozás akkor jöhet létre, amikor a Hold keringése során néhány percre pontosan a Föld és a Nap közé kerül, azaz újholdkor. Ilyenkor a Hold árnyékot vethet a földfelszínre, amit a lent álló szemlélő úgy él meg, hogy az égbolton a Nap helyén egy sötét lyuk keletkezik, amelyet a fénylő napkorona övez. A fogyatkozás lehet teljes, gyűrűs vagy részleges, és csak a Föld szűk területéről látható.

### Holdfogyatkozás
Ebben a jelenségben a Föld kerül a Nap és a Hold közé és árnyékot vet az utóbbira. Ez esetben is többféle típust figyelhetünk meg; az ismertebbek a teljes és a részleges holdfogyatkozás. A holdfogyatkozás ritkább, mint a napfogyatkozás, de a Föld egy adott pontjáról nézve gyakrabban látható, mert a holdfogyatkozás egyidejűleg mindenhol látszik, ahonnan a Hold éppen látható.

### Okkultációk
A Hold nemcsak a Nappal és a Földdel kerül különleges helyzetekbe keringése során, hanem az összes többi égitesttel, amelyek az ekliptika mentén (a Hold +/-5°-os keringési síkjában) láthatók. Égi kísérőnk kb. 0,5°-nyit takar el az égboltból. Mozgása során csillagokat vagy bolygókat takar el időről időre. Ezt az eltakarást, a csillagok vagy bolygók „fogyatkozását” nevezzük okkultációnak, holdfedésnek.

## A Hold kutatása

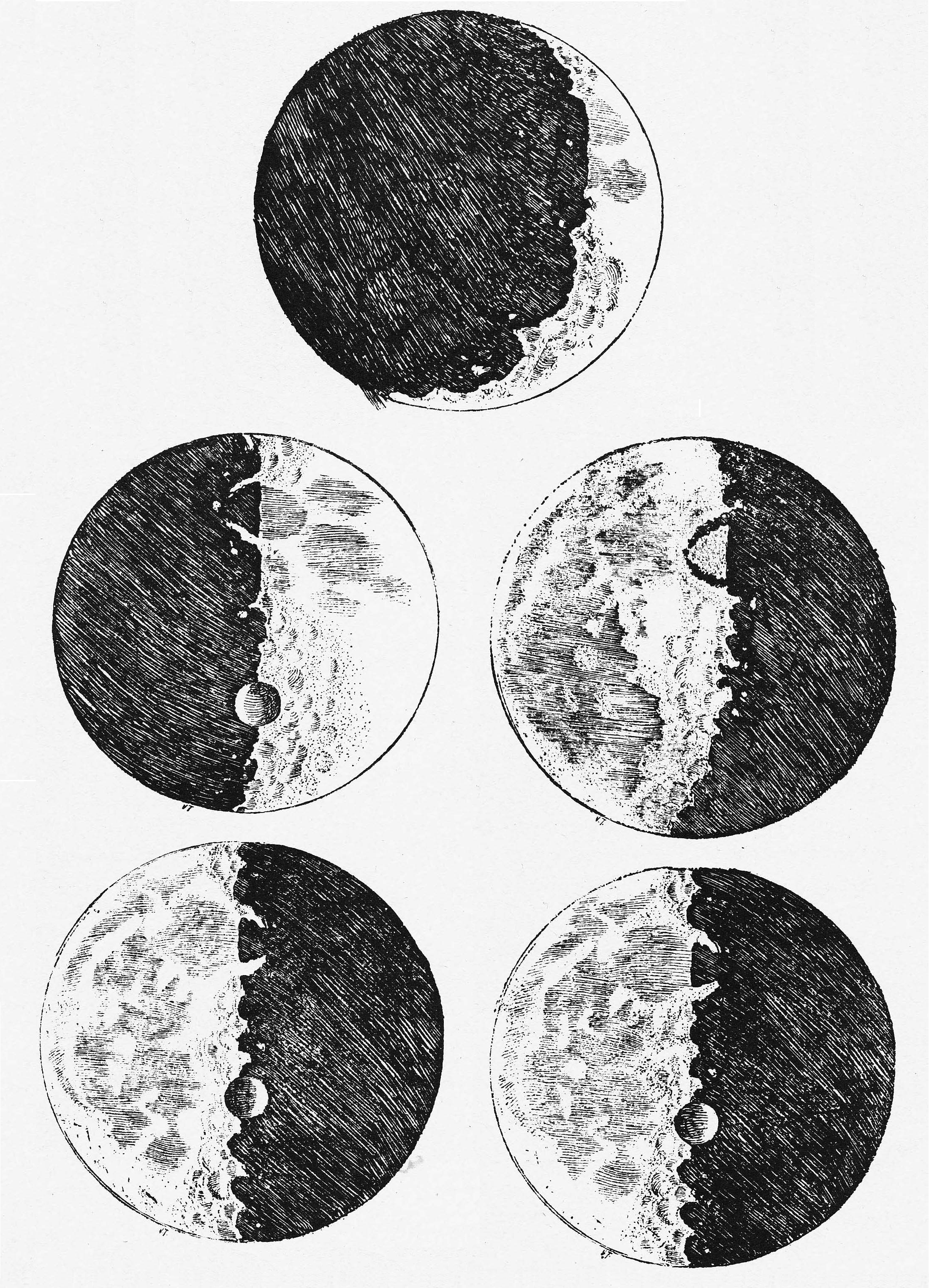
Galilei rajza a Siderius Nuncius című könyvben a Holdról

A Hold megfigyelésével, a holdciklusok magyarázatával a távcső feltalálása előtt is foglalkoztak a tudósok. Galileo Galilei a saját maga készítette távcsővel való megfigyeléseiről 1610-ben számolt be a Siderius Nuncius című könyvében. Megfigyelte például, hogy félhold idején a sötét területen is vannak világos pontok. Ezek jelenlétét azzal magyarázta, hogy a Holdon is vannak hegyek és ezek csúcsát a Nap megvilágítja. Megmérte a világító pontok távolságát a sötét-világos határvonaltól és ebből becslést adott a hegyek magasságára is.
A 20. században a rádiótechnika kialakulásával lehetőség nyílt a Hold rádióhullámokkal történő vizsgálatára is. 1946. január 10-én az amerikai hadsereg Diana-projekt fedőnevű kísérlete sikeresen detektált a Holdra sugárzott és onnan visszaverődött radar-impulzusokat. Néhány héttel később, február 6-án a Bay Zoltán vezette magyar csoport is kimutatta a radarhullámok visszaverődését a Holdról. Az eredmények hatására alakult ki és indult fejlődésnek a csillagászat új ága, a radarcsillagászat.
Az űrkorszak beköszöntével egyre bonyolultabb automata szondákkal történt a felderítés (Luna, Pioneer, Ranger, Surveyor, Lunar Orbiter stb.).

### Korai holdszondák

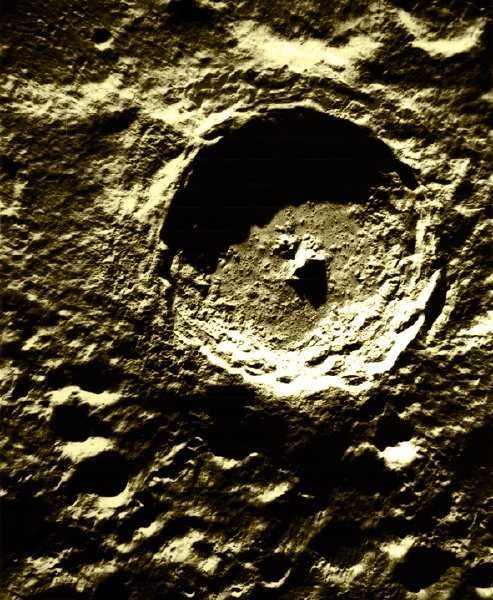
A Lunar Orbiter–5 felvétele a Hold egyik legszebb kráteréről, a Tychóról

A kezdeti űrszondás próbálkozások nem annyira felfedezési, mint inkább politikai célúak voltak. Ennek keretében a Szovjetunióban megkezdték a Luna-programot, míg az Egyesült Államokban a Pioneer-programot. Mindkettő célja a Hold volt – és az, hogy megelőzzék egymást. Végül a Luna-program lett a győztes: három eltitkolt sikertelen indítás után a Luna–1 érte el először a Holdat 1959. január 4-én, amikor 6000 kilométerre repült el mellette, majd a Luna–2 csapódott először a holdfelszínbe 1959. szeptember 14-én és a Luna-3 készítette az első fényképeket a Hold túloldaláról 1959. október 4-én. A Pioneer-program holdi becsapódásra tervezett első három szondája szintén kudarcot vallott és visszazuhant a Földre, mire a Pioneer–4 1959. március 4-én választ adott a Luna–1 teljesítményére. Az amerikaiak nem is próbálkoztak tovább ezzel a szondatípussal, hanem Ranger néven új eszköz tervezésébe fogtak és a Hold felszínének fotózását, illetve a becsapódást már ezzel akarták végrehajtani. A Ranger-program szondáinak a tervek szerint el kellett érniük a holdfelszínt, amelybe végül becsapódtak, ám az utolsó percekben minden korábbinál nagyobb felbontású képeket készíthettek. Rengeteg hiba után a Ranger–7 volt az első, amely teljesíteni tudta küldetését 1964. július 31-én.

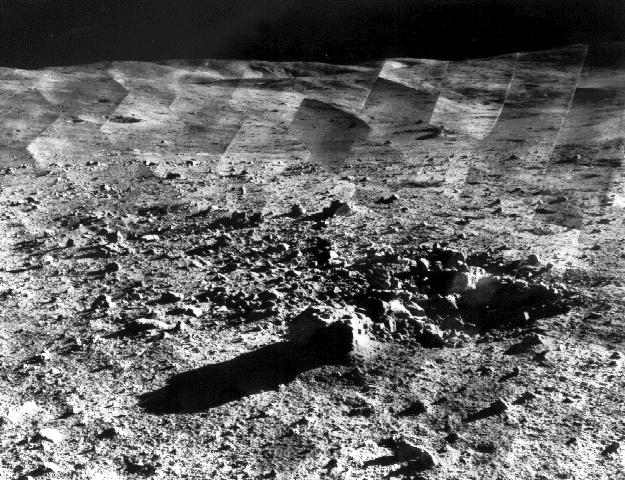
A Surveyor–7 leszállóhelyéről készült fotómozaik. A háttérben a felső képen levő Tycho-kráter oldala emelkedik dombként a horizonton

A következő fejlődési lépcső a sima leszállás teljesítése volt. Ez már az emberes holdprogramok jegyében zajlott: kísérletileg kellett bebizonyítani, hogy le lehet szállni űrhajóval a holdfelszínre és ott képes lesz az ember is megvetni a lábát. A Szovjetunió a Luna-program továbbfejlesztésével (gyakorlatilag ugyanazon név alatt új szondatípussal), az USA pedig a Surveyor-program beindításával látott neki a feladatnak. Ismét egy Luna szonda ért el először sikert, amikor 1966. február 3-án a Luna–9 sima leszállást mutatott be az Oceanus Procellarumon. A szonda egy kráterben landolt, így nem sokat tudott közvetíteni a holdfelszínről – nem látott ki a kráterből –, ám az első közelképeket is neki köszönhetjük. A Luna-programban összesen nyolc sikeres leszállást teljesítettek szovjet szondák, amelyből kettő automata holdjárót, a Lunohodot is vitt magával. Az első sikeres Surveyor szonda négy hónapos késéssel, 1966. június 2-án szállt le, ám jóval több képet küldött szovjet vetélytársánál. A program két kudarcba fulladt és további négy sikeres repülést tartalmazott.
A leszállás nyújtotta lehetőségek helyi megfigyeléseket tettek lehetővé, de a tudósoknak és az ember holdi leszállását tervező mérnököknek szüksége volt globális adatokra, illetve fotótérképekre az egyes kijelölt leszállóhelyekről. Ehhez Hold körüli pályára kellett állítani egy űreszközt. A Szovjetunió a Luna-programban hozott létre ezért egy újabb űrszondatípust, az amerikaiak új néven indították a Lunar Orbiter-programot. Az első sikeres Hold körüli pályára állást a Luna–10 teljesítette 1966. április 3-án, ezzel a Hold első mesterséges holdja lett. Mindkét szondatípus rengeteg képet közvetített a Földre, amelyből mindkét oldalon összeállt a Hold egyenlítői területének egy minden addiginál részletesebb képe (erre elsősorban azért volt szükség, mert ide, az egyenlítő mentére tervezték küldeni az embert szállító űrhajókat a tervezők).

### Apollo-program

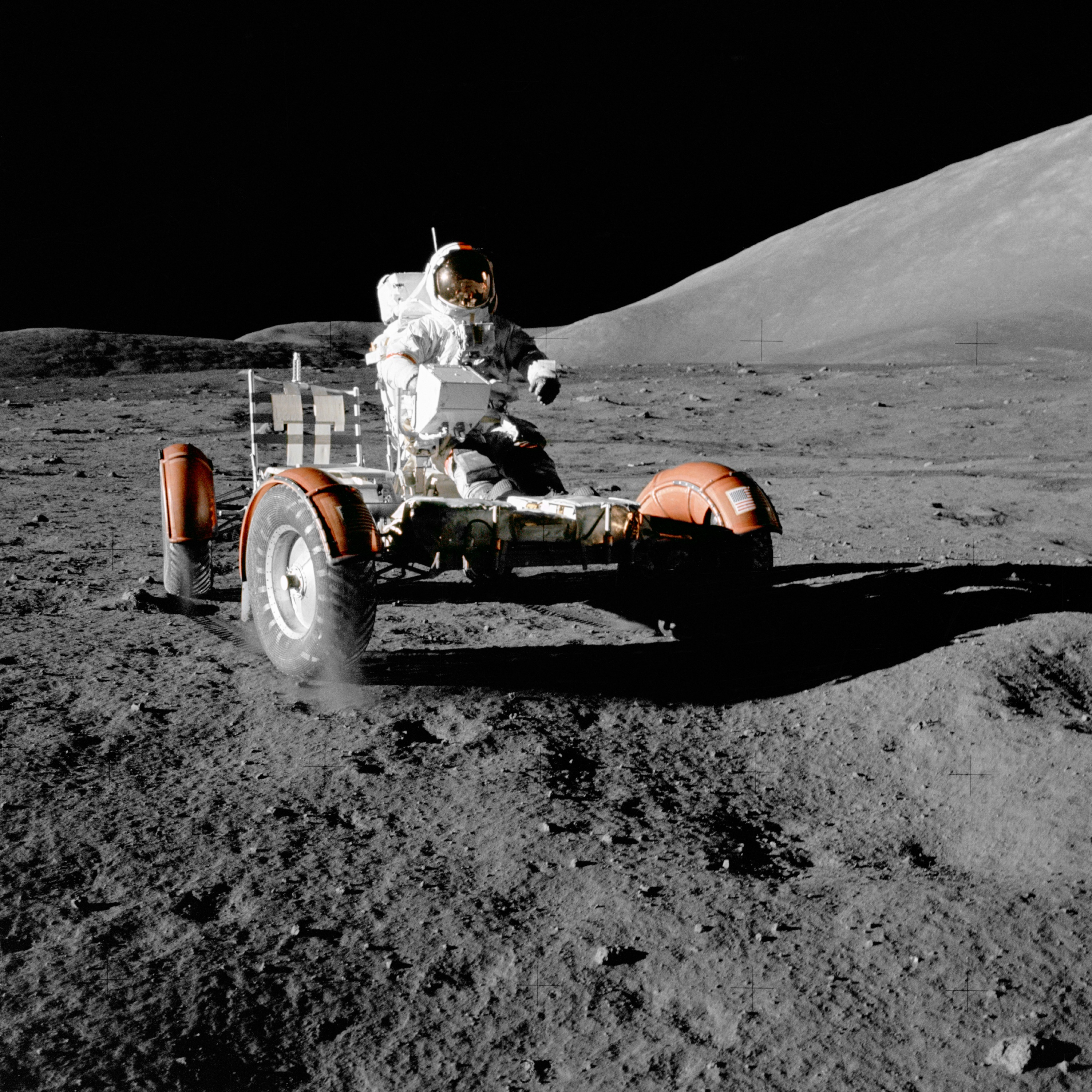
Az Apollo–17 holdjárműve. Nagyon élesek az árnyékok, mivel a Holdnak nincs légköre, ami szórná a napfényt (1972. december 11.)

Ezután következhettek az emberes küldetések az Apollo-programban, az egyik legnagyobb űrkutatási programban. John F. Kennedy amerikai elnök 1961-ben hirdette meg a programot, főként politikai megfontolásokból és azzal a céllal, hogy az évtized végéig az USA embert juttasson a Holdra és biztonságban vissza is térjen onnan. A program során 1961-62-ben lefektették az elveket, megszületett a LOR koncepció. 1961-67 között kifejlesztették a holdrepülés hardvereit (hordozórakétákat, űrhajót, holdkompot). 1967-ben tragédia történt az Apollo–1 legénységével, ezért a holdűrhajó tervezését újra az alapoktól át kellett gondolni. 1967–69-ben aztán a kijavított űrhajó berepülése is sikerrel megtörtént. 1969. július 21-én Neil Armstrong és Edwin Aldrin lettek az első emberek, akik a Hold felszínére léphettek.

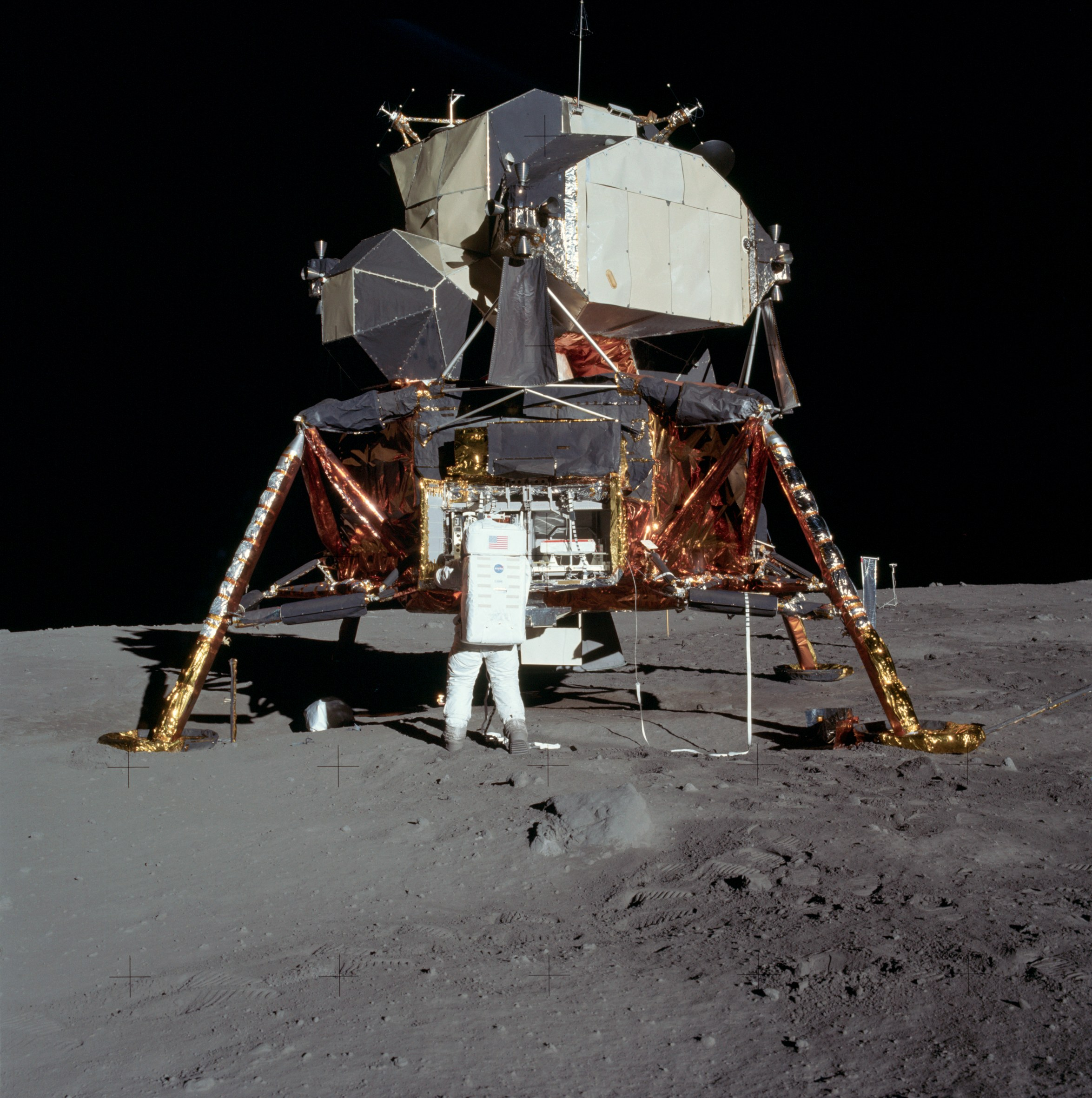
Buzz Aldrin az Eagle holdkomp csomagteréből pakolja ki éppen a tudományos felszerelést

Őket követően még hat expedíciót indítottak a Holdra, amelyből öt sikeres is volt, egyet – az Apollo–13-at – egy oxigéntartály robbanása miatt félbe kellett szakítani. Az utolsó három expedíción az űrhajósok holdjárót is vihettek magukkal. A holdexpedíciókban összesen 27 amerikai űrhajós járt a Hold térségében, közülük 12 ember járt a holdfelszínen. Összesen 12 és fél napot töltöttek az égitesten, ezalatt 14 alkalommal hagyták el a leszállóegységeket 80 óra 26 perc időtartamra. 379,5 kg kőzetmintát hoztak a Földre, és közel 100 kilométert jártak be a Hold felszínén. Jártak űrhajósok a holdtengereken, felmérve ezen hatalmas bazaltsíkságokat, járt ember a Hold ősi felföldjein, ahonnan több mint 4,5 milliárd éves kőzetek kerültek elő, jártak emberek szűk holdi völgyekben és látogattak meg emberkéz alkotta tárgyat, egy korábban landolt holdszondát. Mindegyik holdkomp számos műszert vitt magával, amelyek legtöbbje még évek múltán is szolgáltatott megfigyelési adatokat, sőt a passzív műszerek – mint a lézertükör – segítségével a mai napig folynak megfigyelések, kutatások. A program leglátványosabb eredménye az volt, hogy a Hold keletkezésével kapcsolatos addigi elméletek helyett egy másikat támasztott alá.
Az űrverseny keretében a Szovjetunió is megalkotta a maga holdprogramját, elkészültek a holdűrhajó és a holdkomp prototípusai is. A program azonban megfeneklett, mivel nem sikerült megfelelő hordozórakétát kifejleszteni, a holdra szállás céljára megvalósított N-1 holdrakéta mind a négy próbaindítása kudarcot vallott, így szovjet űrhajós nem juthatott a Holdra. Helyette a Luna-programban immár sokadszor új szondát építettek és 1970-76 között a Luna–16,–20 és – 24 repülésen mintavevő szondákat küldtek fel, amelyek sikerrel juttatták néhány dekányi anyaghoz a szovjet tudósokat.

### Korszerű holdszondák
Az Apollo-program után meglehetősen lehűlt az érdeklődés a Hold iránt. Egészen az 1990-es évekig kellett várni újabb automata szondákra. 1990-ben a japán Hiten, 1994-ben a Clementine űrszonda, 1998-ban pedig a Lunar Prospector látogatta meg az égitestet. Az első európai szondára, a SMART–1-re 2003-ig kellett várni.
A Hiten Japán első holdszondája volt, egyben az első szonda, amelyet nem a két politikai világhatalom (a Szovjetunió és az Egyesült Államok) küldött a Holdhoz. Magával vitt egy kis leszállóegységet, a Hagoromot, amely azonban kudarcot vallott – megszakadt vele az összeköttetés. A Hiten végül az irányítás parancsára három évnyi repülés után a felszínbe csapódott.
A NASA 1994-ben „tért vissza” a Holdra a Clementine szondával. Az űreszköz a NASA és az amerikai hadsereg közös programja volt. Ennek keretében különböző hullámhosszakon (látható fény, ultraibolya, infravörös) készítettek felvételeket a felszínről, lézeres magasságmérővel domborzatfelmérés folyt, valamint graviméteres mérésekkel a Hold körüli mágneses mezőt térképezték fel. A küldetés érdekessége az volt, hogy a Clementine poláris pályára állt, azaz keringése az egyenlítőre merőleges volt, így a repülés ideje alatt az égitest teljesen körbefordult a szonda alatt, így az egész holdfelszínt meg lehetett figyelni általa.
A Clementine-t követő Lunar Prospector volt minden idők legfejlettebb holdszondája. A NASA eszköze szintén poláris pályáról végzett az egész holdgömbre kiterjedő méréseket, nagyjából hasonló eszközparkkal, mint elődje, csak sokkal fejlettebb, jobb képességű műszerekkel. Legnagyobb eredményének a Hold sarkai környékén, a mindig árnyékban levő kráterek alján összegyűlt vízjég jelenlétének kimutatását tartják, amelyet azonban az elmúlt években erősen kétségessé tettek a földi kontrollmérések negatív eredményei.
Az Európai Űrügynökség legelső holdszondája a SMART–1 volt 2003–2007 között. A kis eszköz elsősorban egy új meghajtási módszer, az ionhajtóművel történő holdpályára állás kikísérletezésére indult. A xenon hajtóanyagú ionhajtómű mindössze 82 kg anyag felhasználásával juttatta el a SMART–1-et Hold körüli pályára, igaz – a korábbiakhoz képest – sokkal lassabban, 14 hónap alatt. A Hold közelében aztán a szonda fényképezett, valamint infravörös és röntgenméréseket végzett.
2007-ben Japán a Kaguja (Selene), Kína a Csang-o–1 nevű holdszondát indította el. 2008-ban az Egyesült Államok az LRO/LCROSS űrszonda párost, India pedig a Chandrayaan űrszondát indítja a Holdhoz. 2012-re várható a Csang-o második változata, 2018-ra pedig a kínaiak tervei már a Csang-o–3-at jelzik előre. A Hold 21. századi „ostroma” az emberes holdkutatások felújítását készíti elő. Az LRO/LCROSS űrszondapáros vizet keres a holdi pólusvidéken. Az USA és Kína a 2010-es évek végén szándékozik leszállni a Holdra emberekkel.
A Kaguja egy hatalmas barlangot fedezett fel a Holdon, ami védőköpenyként szolgálhat egy város létesítésére holdkutatók számára. Ezt már 2009-ben észrevették, de csak később jöttek rá nagyságára és jelentőségére.
2019. január 3-án a Hold Földről nem látható oldalán először landolt űrszonda.

### Beresheet
2019. február 22-én a SpaceX Falcon 9 hordozórakétája az űrbe vitte a Beresit – héber nyelven Beresheet – magyarul "Kezdetben" vagy „Lényegében”, a Mózes öt könyvének vagyis a Tórának az első szavának megfelelő – nevű űrszondát, amely az Izraeli Űrügynökség, a SpaceIL első holdszondája volt. A szonda többszöri pályamódosítással állt április 4-én Hold körüli pályára. A cél az volt, hogy a Beresit 2019. április 11-én a Földről szabad szemmel is látható Mare Serenitatis („Derültség tengere”) területén szálljon le és néhány vizsgálatot végezzen, mielőtt visszaindul a Földre. Magyar idő szerint április 11-én 21:05-kor megkezdődött a leszállás, de egy hiba miatt megszakadt a kapcsolat, és az irányíthatatlan szonda lezuhant. A sikertelen leszállás ellenére Benjámín Netanjáhú izraeli miniszterelnök forradalmi eredménynek értékelte a szonda küldetését és támogatását biztosította egy újabb szonda építéséhez. Ezzel a leszállással Izrael lett volna a negyedik állam az űrtörténelemben – a Szovjetunió, Kína és az Amerikai Egyesült Államok mögött – aki űrszondát juttatott a Hold felszínére.

### Holdbázis terv
A Gentside francia internetes oldal jelenti egy videóval alátámasztva az amerikai „Foster and Partners” vállalkozás Európai Űrügynökség által szponzorált tervét, amely háromdimenziós nyomtatástechnikán alapuló hatalmas berendezésekkel fog építeni ottani nyersanyagokból a Holdra várt gyarmatosítók számára szánt óriási, gomba alakú lakhelyeket, kutató- és munkatelepeket. A cikk megjelenésekor a tervet negyven éven belül tartották megvalósíthatónak, de a fejlődés olyan gyors, hogy az előrelátott dátum már elavulttá vált: Bernard Foing, az Európai Űrügynökség (European Space Agency) szóvivője azóta kijelentette, hogy 2050-re a Holdon már ezer állandó lakosra számítanak. és az első lakosok odaérkeztét már 2030-ra várhatjuk.
2018. szeptember 26-án a japán ispace cég bejelentette, hogy két Hold-küldetést fog indítani, amelyhez a SpaceX Falcon 9-es rakétáját kívánja felhasználni. A rakéta egy leszállóegységet és egy holdjárót fog az égitesthez vinni előreláthatólag 2020-ban, a Holdra szállás 2021-re várható.

### Artemis-program

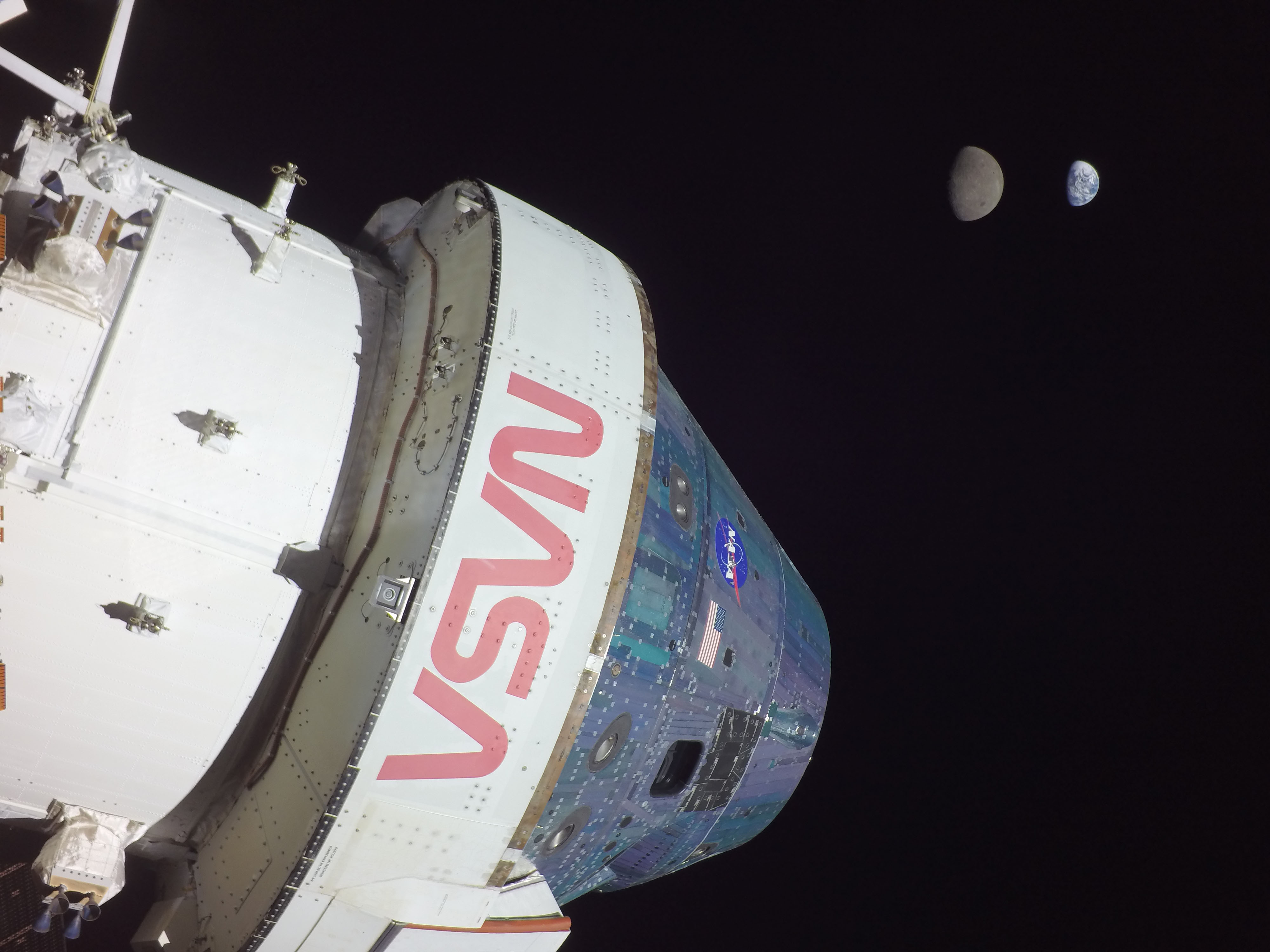
Az Orion az Artemis I repülés alatt, a Holddal és a Földdel a háttérben

Az Amerikai Egyesült Államok akkori elnöke, Donald Trump, 2017-ben írta alá a törvényjavaslatot, ami létrehozta az Artemis-programot, hét évvel az után, hogy a Constellation űrprogram törölve lett. A NASA tervei szerint 2025-re a Holdra akarna juttatni embereket, ötven évvel az után, hogy ember járt az égitest felszínén. A program az Artemis I űrrepüléssel kezdődött meg, 2022 novemberében és decemberében, mikor az Orion, az Apollo-program óta az első emberek szállítására képes űrhajóként, elrepült a Hold mellett, majd visszatért a Földre. A program keretei között 2024-ben négy fős személyzettel fog Hold körüli pályára állni ismét az Orion, majd 2025-ben, 53 évvel az Apollo–17 után, Holdra fog szállni, az Artemis III repülés csúcspontjaként. Ezt követően a terv a Lunar Gateway Hold körüli pályán keringő űrállomás és egy holdbázis felállítása, ahonnan könnyebb lesz a Mars felé utazás megvalósítása.

## Az emberiség jelenléte a Holdon
Az egyetlen űrprogram, ami 2023-ig az égitesten emberekkel landolni tudott, az Apollo-program volt, 1969 és 1972 között többször is. 2006 óta folyamatosan keringett legalább egy műhold a Hold körül, főleg annak kutatása és megfigyelése céljából és személyzet nélküli küldetések segítésére. Az első tervezett űrállomás a Hold körül, a Lunar Gateway, a 2020-as évek közepe felé fog pályára állni.

### Az emberiség hatása a Holdra

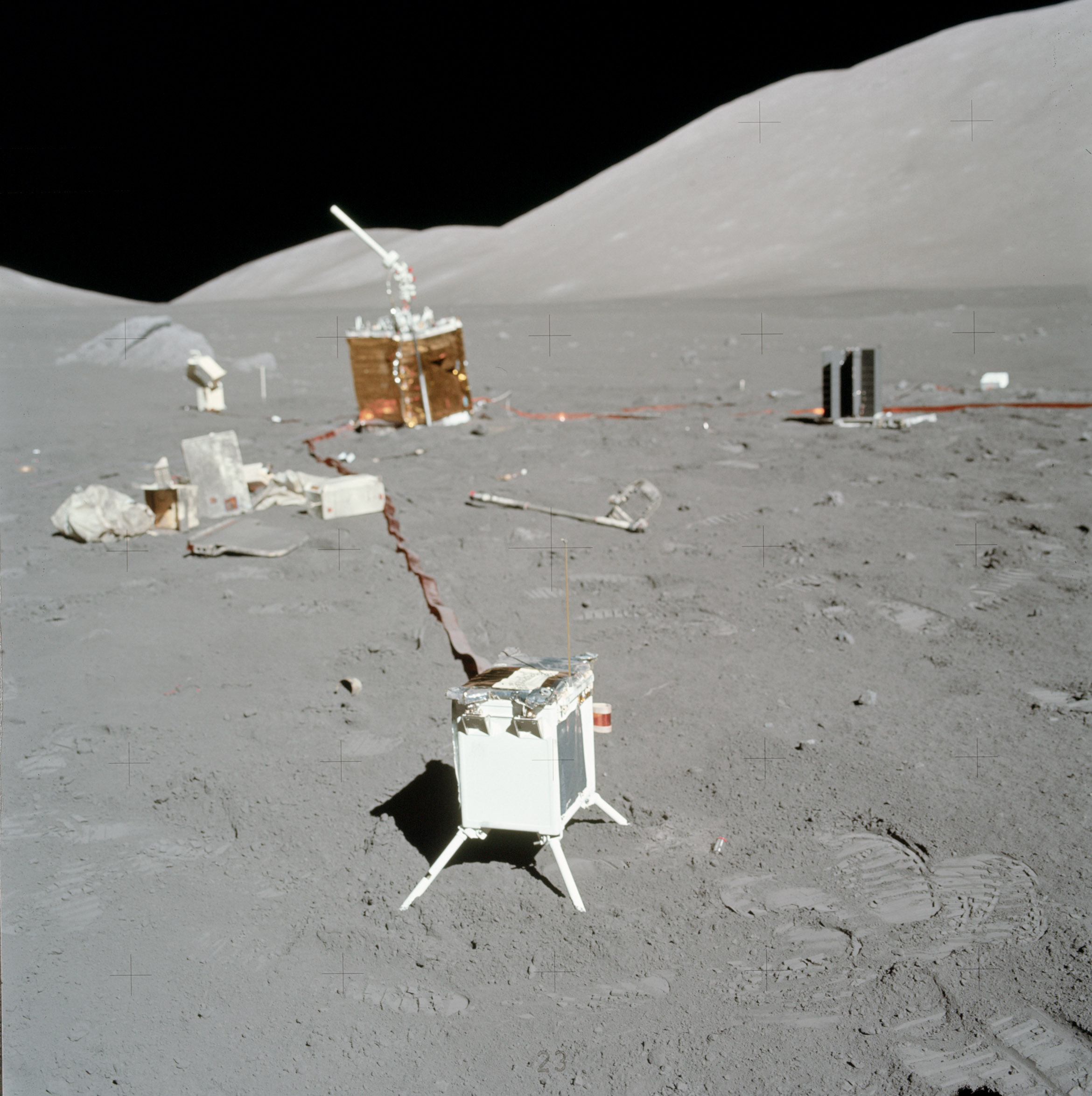
Az Apollo–17 tudományos eszközei a Hold felszínén

Ugyan a Hold bolygóvédettsége minimális, degradációja és eredeti formájának fenntartása, mint egy fontos tudományos test, többször is vita tárgya volt. Fontos, hogy az emberiség által végzett kutatások során a Hold felszíne ne szennyeződjön semmilyen formában. Ugyan az égitestnek nincs jelentős légköre, becsapódások és leszállások következtében a felszínén porfelhők alakulnak ki, amik nagy távolságokba is elhordhatják a törmeléket, szennyezve a Holdat és annak eredeti állapotát. Alice Gorman szakértő kiemelte, hogy ugyan a Hold lakhatatlan, nem holt, így az ökológiáját bármilyen emberi aktivitás során partnernek kell tekinteni.
A 2019-es Medveállatka-eset során a Beresheet izraeli szonda becsapódott a Hold felszínén, minek következtében a rajta szállított medveállatkák kiszabadulhattak volna, ami ismét kiemelte a nemzetközi bolygóvédettségi egyezmények hiányát.
Tekintve, hogy ismét egyre több repülés van tervben a Holdra, vita tárgya lett a Föld és a Hold körülött növekvő űrszemét, ami akadályt okozhat és veszélyes lehet jövőbeli repülések kivitelezése közben. Ennél még nagyobb problémának tekintik a felszín tisztán tartását és a lehetséges törmelék feltakarítása.
Az emberi űrrepülések maradványai kivételével, egyes programok során több, maradandó emlék céljaként elhelyezett műemlékek és művek is el lettek helyezve a Hold felszínén, többek között a Holdmúzeum, az Apollo–11 jóakarati üzenetek, a holdi plakettek és az Elesett űrhajós emlékszobor.
Mindezek mellett továbbra is keringenek műholdak az égitest körül és több űrügynökség is kezdett programokat, azzal a céllal, hogy eljussanak a Holdra. A Lunar Gateway, ami az Artemis-program része, az első űrállomás lenne Hold körüli pályán.

### Csillagászat a Holdról
A Hold tökéletes lenne távcsövek elhelyezésére. Viszonylag közel van a Földhöz, egyes kráéterei a sarkokon folyamatosan sötétben és hidegben vannak, ami kifejezetten hasznos infravörös teleszkópoknak, illetve rádióteleszkópok is védve lennének a Földről kibocsátott rádióhullámoktól.
A Hold felszínéről a Földet is meg lehet figyelni, innen készült többek között a Földkelte fénykép is. Az égitestről a Föld három-négyszer akkora, mint a Földről a Hold vagy a Nap.

### Élet a Holdon
Az egyetlen alkalom napjainkig, hogy emberek éltek a Holdon, az Apollo-program közben történt, a Holdkompban. Az egyik nagy probléma ezzel a Holdon található por, ami az űrhajósok ruhájához ragadt, így behordva azt lakóterükbe, esetleges egészségügyi problémákat okozva.
2019-ben legalább egy növénymag kicsírázott, amit a Csang-o–4 kínai holdszonda fedélzetén szállítottak a Holdra.

## Csillagászati megfigyelése

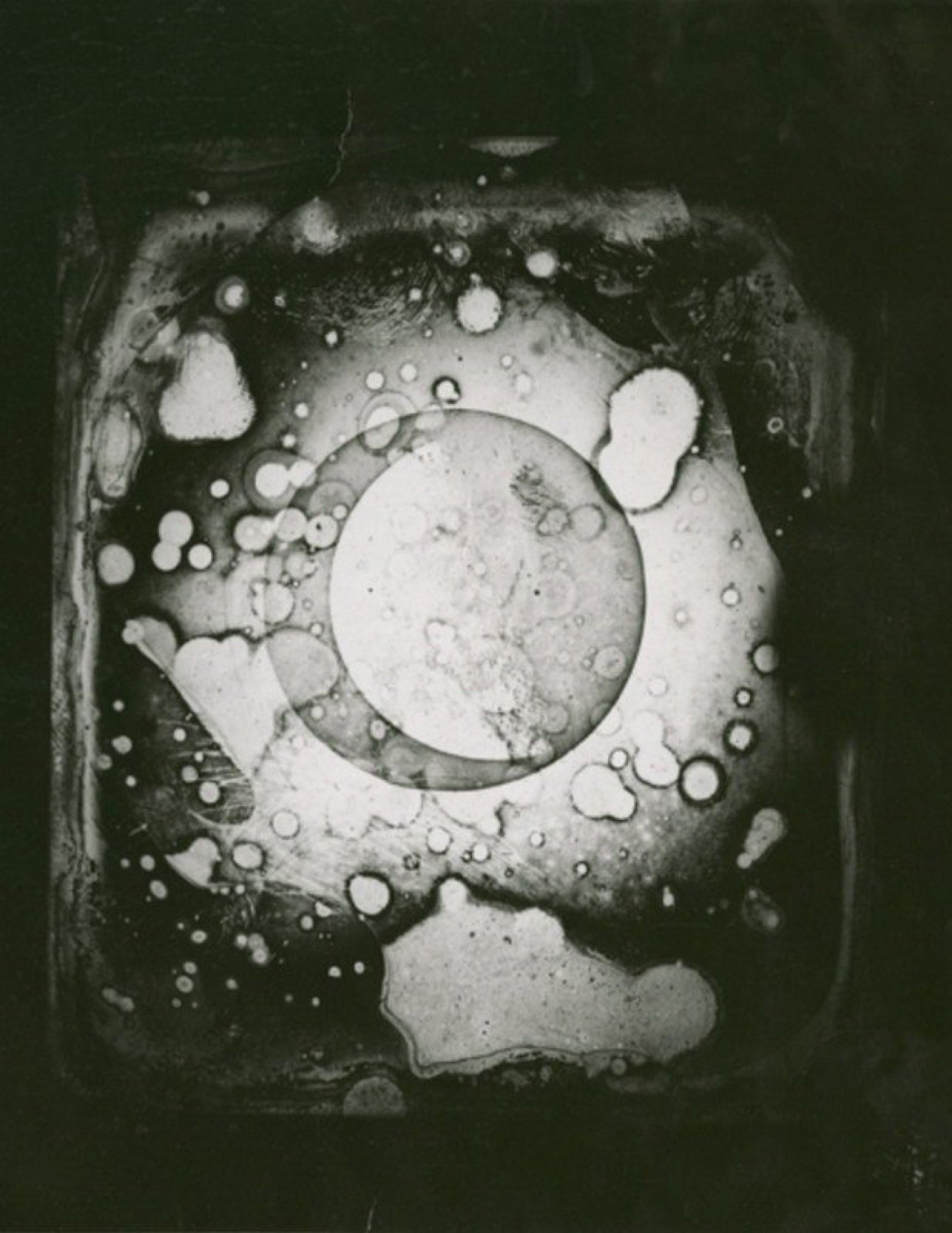
John W. Draper készítette az első fényképet a Holdról 1840-ben

A Hold a legkézenfekvőbb célpont a csillagászati megfigyelésekhez, ám ma már csak zömmel amatőrcsillagászok végeznek megfigyeléseket rajta. A Hold albedója – a fényvisszaverő képességének mutatószáma – meglehetősen alacsony, 0,12-es értékével csak harmada a Földének. A gyakorlatban ez azt jelenti, hogy nagyjából az aszfaltéval egyenértékű. Mégis hatalmas mennyiségű fényt ver vissza és a Nap után a legfényesebb égitest az égen. Látszó fényessége −12,7 magnitúdó holdtöltekor (a Napé −26,8). Érdekesség, hogy az első negyedbeli félhold nem a fele fényerősséggel ragyog a teliholdhoz képest, hanem csak kilenced akkorával. Ennek oka, hogy a Hold domborzata miatt a visszavert fény nem mindig a megfigyelő felé verődik vissza, a hegyek-völgyek szétszórják a fényt. A csillagászok számára általában nem a telihold, hanem az attól eltérő fázisok kínálnak jobb megfigyelési alkalmakat, akkor is főleg a terminátor környéki területek, mivel az alacsony napállás miatti fény-árnyék viszonyok nagyobb kontrasztokat, az egyes felszíni formák jobb láthatóságát teremtik meg.

### Szabad szemes megfigyelések

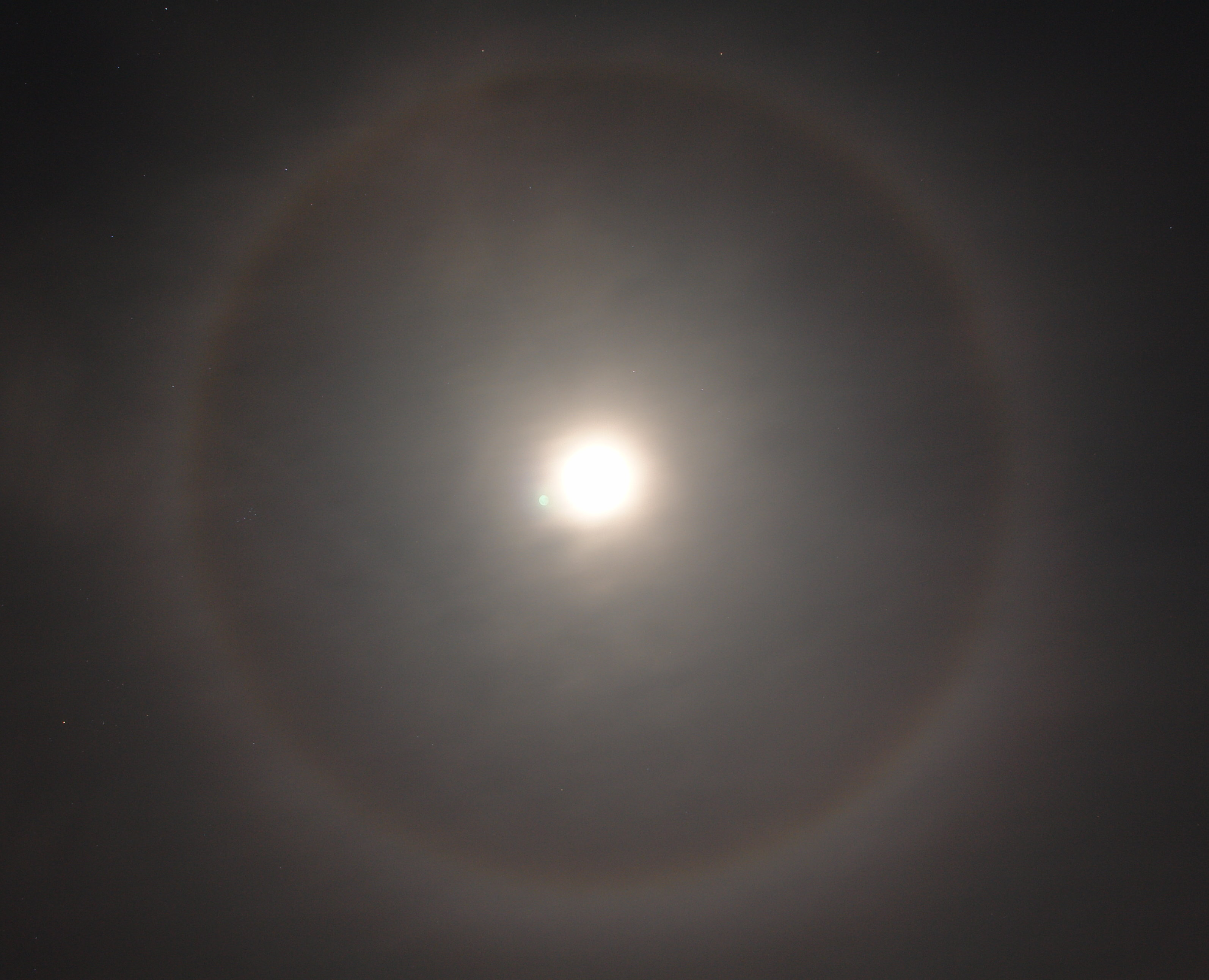
22°-os holdudvar

Az amatőrcsillagászok legfőbb szabad szemes holdmegfigyelési programja az újhold után megjelenő fiatal holdsarló minél korábbi felfedezése az alkonyati égen.
A másik szabad szemmel jól megfigyelhető jelenség a "holdföldfény", gyakoribb nevén a hamuszürke fény. A Holdnak a Föld felőli oldalát a Földről visszaverődő fény is megvilágítja, amely természetesen sokkal kisebb intenzitású, mint a Napról közvetlenül érkező fény. Keskeny holdsarló esetén a Holdnak csak egy kis felületét látjuk napfényben tündökölni, a sötétben maradó félgömböt viszont halványan láthatóvá teszi a földfény. Innen a Nap fénye a következő úton jut el szemünkbe: a Napról kiinduló fény megvilágítja a Földet, a Földről visszatükröződő fény megvilágítja a Hold sötét oldalát, végül ez a halványan derengő fény eljut a szemünkbe.
Főként a téli időszakban – telihold környékén – társul a Holdhoz egy fényjelenség, a holdhaló, vagy holdudvar, egy koncentrikus kör alakú fénykarima. Ez a földi légkörben keletkezik, megfelelő időjárási körülmények esetén, és a levegőben levő pára- vagy jégrészecskéken megtörő holdfény okozza. A vízjég optikai tulajdonságai következtében a haló sugara mindig 22 fok.
A Kordylewski-féle porholdak a L4 és L5 pontban az összegyűlt porfelhők, ezek 60 fokra keringenek a Hold előtt és után. Mivel a Hold fénye elnyomja a por derengését, a fényszennyezés-mentes megfigyelést akkor lehet elvégezni, amikor a Hold épp a horizont alatt van. Méretük kb. 10 fokos.

### Műszeres (távcsöves) megfigyelések
A Hold megfigyelésekor különböző nehézségű célpontokat választhatunk. A szabad szemes medencéktől a csak nagy távcsővel megpillantható apró kanyonokig különböző osztályokba sorolható a megfigyelés nehézsége. Az elmúlt pár évben terjed az amatőrcsillagászok között egy 100-as lista, amely a legkönnyebbtől a legnehezebb felé haladva kínál megfigyelendő objektumokat.

### Hold térképek
A Hold felszínéről számos térkép is készült. Napjainkban már méteres pontosságú térképek is rendelkezésünkre állnak a Hold teljes felszínéről.
Hold-atlasz programok:
| Megnevezés         | Tipus   | Platform            | Licensz | Forrás |
| ------------------ | ------- | ------------------- | ------- | ------ |
| Virtual Moon Atlas | Program | Linux, Windows, MAC | Szabad  | Nyílt  |
| Google Moon Map    | Web     | Böngésző            | Szabad  | Zárt   |
| LunarPhase Pro     | Program | Windows             | Fizetős | Zárt   |

## Űrjogi státusa
Az ENSZ védnöksége alatt kialakított űrjog rendelkezései szerint a Holdra is vonatkozik több rendelkezés. A szabályozások közül legfőbb a világűregyezmény, amelyet 1967. január 27-én hirdettek ki és amely szerint a Hold – a többi égitesttel együtt – ugyanolyan jogi helyzetbe került, mint a tengerek nemzetközi vizei. Ugyanez az egyezmény biztosítja, a Hold békés célú felhasználását, mindenféle fegyver telepítésének tilalmát. A világűregyezményhez mostanáig[mikor?] 98 ország csatlakozott.
A Holdat érintő jogi szabályozás másik fő forrása a Hold-egyezmény. A katonai felhasználás kizárása mellett ez az egyezmény már szabályozni szándékozik azon országok tevékenységét, amelyek képesek elérni a Holdat és ott annak ásványkincseinek vagy energiahordozóinak kitermelését megkezdeni. Az irat megpróbálja korlátozni a holdi erőforrások túlzott, vagy – egy ország részéről történő – egyoldalú kiaknázását. Ezen megállapodást sokkal kevesebb ország ratifikálta, és egyetlen olyan ország sincs az elfogadói között, akik képesek a világűrbe juttatni eszközeiket.

## Helye az egyetemes kultúrában
Égi kísérőnk az emberiség története során fontos szerepet töltött be a különböző kultúrákban. A korai időkben istenségként tisztelték, a későbbi időszakokban tudományos kutatások alapjául szolgált. Emellett az irodalomban is több, kultúránk kincsei közt nyilvántartott alapmű témája lett.
A Hold az alapja az ókorban keletkezett legtöbb naptárnak és ünnepnek. Az ókoriak a Holdat a halál és újjászületés, a termékenység és teremtés istenének tekintették. Sok bennszülött amerikai indián törzs a Holdon egy nyulat látott (erre a zuni művészetben és a pueblo indiánok szájhagyományában vannak példák).
A kínaiaknál a Hold felszíne nyulat és békát is ábrázol. Ez Heng O hercegnő meséjével függ össze, akinek férje Shen Yi  volt, az íjászok istene. Shen Yi egy elixírt kapott az istenektől, ami halhatatlanságot biztosított neki. Egyik nap, amikor Shen Yi távol volt, Heng O elcsente a pirulát, és amikor a haragvó férje üldözte, a Holdra szállt fel. A Holdon találkozott a nyúllal, aki az isteneknek kevert orvosságot. Amikor Heng O kipróbálta ezeket a gyógyszereket, varanggyá változott. A mai napig a kínai Őszi Holdfesztivál Heng O szomorú sorsára emlékezik, aki a Holdon látható mint varangyos béka a nyúl mellett.
A holdsarló helyzete a hónapok során változik és a földrajzi helytől is függ. Egyes afrikai kultúrákban a Hold vékony sarlóját az év nagy részében vízszintesnek látták, amiben az esővíz van, mert amikor megdőlt, eljött az esős évszak. Ezzel szemben az amerikai Kalifornia környékén élt csumas indiánok úgy gondolták, hogy a félhold (ami számukra majdnem függőleges helyzetben jelent meg) azt jelentette, hogy a Hold „üres”, vagyis nincs benne víz. A vízszintes állású Hold jelentette az esős évszak beköszöntét, mintha a Hold egy tálhoz hasonlóan tele lenne vízzel.
A Hold fázisait az ókori egyiptomiak az újjászületéssel magyarázták. Szerintük Ozírisz isten feldarabolásáról van szó, amit riválisa, Széth hajtott végre rajta, aminek során 28 darabra vágta. Ozíriszt hitvese, Ízisz rakta össze.

### A Hold mint isten
A legkorábbi idők sajátja volt, hogy az ember a természeti jelenségeket természetfeletti erők érzékszervileg megragadható megnyilvánulásának tekintette, és istenként tisztelte. Így a Nap mellett a Hold is istenséggé vált. Ez a hagyomány szervesen beépült az ókori többistenhívő kultúráiba is. A sumer mitológiában a Hold születését az Enlilről és Ninlilről szóló eposz mondja el.
A nyugati kultúra első holdistene a görög hitvilág Szeléné istennője volt (a Hold keringési ideje és a nők menstruációs ciklusának egyezősége miatt az ókori kultúrákban általában női istenségként képzelték el a Holdat, az ikertestvérének tartott Napot pedig férfiként személyesítették meg). Szeléné egyébként a mai napig jelen van a Hold kultúrájában: az égitest felszínének térképezésével foglalkozó tudományt szelenológiának, szelenografikának nevezik. A görög kultúrában azonban nemcsak Szeléné volt az egyetlen holdisten, egy főisten, Artemisz is megtestesítette az égitestet. A görög hiedelemvilág az idők során egyre inkább Apollón istent kezdte napistenként tisztelni a „szimpla, csak napistenként tisztelt” Héliosz mellett. A vadászat istennője, Artemisz pedig Apollón ikertestvére lévén logikusan foglalta el a holdisten(nő) trónusát is.
Ugyanez a kettősség a görög hitvilágra épülő római kultúrában is megfigyelhető volt. A római holdistennő Luna volt, aki mellett Diana (Artemisz római megfelelője) is holdistenként jelent meg.
Természetesen a Holdnak voltak férfi istenei más többistenhívő kultúrákban. A mezopotámiai Manna (vagy másik nevén Szín), az egyiptomi Thot, Honszu és Iah, a japán Csukujomi stb. Megfigyelhető, hogy ezekben a kultúrkörökben (az egyiptomi kivételével) női napistent tiszteltek. Azaz a hiedelemvilágban a Nap–Hold páros egyben a férfi-nő párt is megtestesítette. A kínai filozófiában egyenesen jin-jang ellentétpár egyik megszemélyesítője a Hold (jin szerepben, a jang a Nap), a férfi-nő pár szinonimájaként.

### Isten vagy égitest?
Először már a többistenhívő társadalomban felvetődött, hogy az állandóan helyét és fényét változtató jelenség nem más, mint egy hatalmas kőgolyó az égen, amelyet a Nap fénye világít meg más és másképpen. Az elmélet szerzője Anaxagorasz volt. Arisztotelész sem istenként képzelte el a Holdat, ő a négy őselemből (föld, víz, levegő, tűz) álló szilárd gömb és éppen ki nem fejlődött csillag átmeneteként értelmezte. Ezek az értelmezések még nem tudták megtörni az égitest kulturális szerepét, istenként való tiszteletét.
Az egyistenhit alapjaiban változtatta meg ezt a képet, a kereszténységben, majd a muszlim hitvilágban nem maradt hely semelyik égitest számára a világmindenséget irányító erők között.
A középkorban először az arab kultúrában vált „objektummá” a Hold – igaz, csak mint periodikusan működő időmérő. A iszlám vallásban ugyanis az időmérésnek fontos szerepe volt mind a napi ima, mind a Ramadán időszakának kijelölésében. Mohamed próféta viszont csak pontatlan utalást hagyott a hónapok kezdetét illetően: a hónap akkor kezdődik, ha először pillantják meg az igazhívők az újholdat. Azonban az ezt szó szerint vevő hívőknek ez gondot okozott, ha felhős volt az idő, akkor akár napokkal később kezdődhetett a hónap. Ez a hatalmas birodalomban kaotikus időszámításhoz vezetett, akár többnapos eltérések is voltak a városok között az időszámításban. Különös módon a muzulmán vallásban gyökerező problémát egy nem muszlim vallású – az arab birodalomba ékelődő, csillagvallást hirdető szabateus városból, Harránból származó – tudós, Jadír Sinan Adu-Abdalláh Al-Battáni (latinul Albategnius) új matematikai kutatásai révén trigonometriai módszerekkel – a szinuszfüggvény alkalmazásával – sikerült leírni a Hold ciklikus mozgását és előrejelezni az újhold idejét, egységes időszámítást bevezetve a muzulmán világban. Ezzel a Hold végérvényesen a fizika törvényei szerint mozgó testté vált.

### Asztrológiai vonatkozások
Az asztrológia az égitestek relatív helyzetéből egyes események bekövetkezésére következtetéseket levonó eszmerendszer, amelyet egykor tudományként, napjainkban azonban már csak áltudományként tartanak számon. Természetszerűleg az egyik leglátványosabb égitest szerepet kapott ebben az eszmerendszerben is. A Hold az asztrológia világában az egyén érző természetét, érzelemvilágát, habitusát testesíti meg. Emellett az anyaság, az anyai ösztönök is a Holdtól erednek ebben a gondolatkörben.

### A művészetek témája
A Hold számos irodalmi, zenei, képző és színművészeti alkotásban szerepet kapott, számos művet ihletett. Néhány híresebb alkotás:

##### Sci-fi
- Johannes Kepler: Az álom (megjelent 1634-ben). A nagy csillagász sci-fi műve, amelyben egy izlandi utazót a levegő démonai a Holdra repítenek és ezt az utazást használja az író a csillagászati felfedezései, eszméi ismertetésére.
- Cyrano de Bergerac: Voyages dans la Lune (Utazás a Holdra) (megjelent 1657-ben). A sci-fi és utópisztikus irodalom korai képviselőjének elképzelése a holdutazásról.
- Jules Verne: Utazás a Holdba (1865), Utazás a Hold körül (1870). Egy amerikai baráti kör, a baltimore-i Gun Club egy gigantikus ágyúval lövedéket akar a Holdra juttatni, amelynek belsejében egy nemzetközi társaság utazik a szomszéd égitestre. Végül a célzást ugyan elvétik és az ágyúgolyó csak megkerüli a Holdat, de a történet hősei sikeres űr- és holdutazást tesznek.
- H. G. Wells: Emberek a holdban, Budapest, Neptun könyvek, 1957
- Konsztantyin Eduardovics Ciolkovszkij (1920): Távol a Földtől. Tudományos fantasztikus regény. Móra Ferenc Könyvkiadó Budapest, 1969.
- Konsztantyin Eduardovics Ciolkovszkij: Séta a Holdon. Tudományos fantasztikus regény. Móra Ferenc Könyvkiadó Budapest, 1958.
- Arthur C. Clarke: 2001: Űrodüsszeia (1968). A történet nem a Holdról szól, de a négy szakaszra osztható történet második szakasza, a monolit megtalálása körüli események a Holdon játszódnak.
- Arthur C. Clarke: Holdrengés. A történet bemutatja azt a hősies küzdelmet, melyet az elsüllyedt holdbusz utasainak megmentéséért vív a jövő technikája és tudománya.
- Arthur C. Clarke: Földfény (1955). A történet a Föld és a Holdon letelepedett kolónia közötti politikai harcot mutatja meg egy kémtörténet keretében. scribd.com Archiválva 2013. május 31-i dátummal a Wayback Machine-ben
- Harold Pinter: Holdfény. Haláljáték egy részben (tragikomédia, fordította: Forgách András).
- Guy de Maupassant: Holdfény (fordította: Illés Endre) Holdfény. Klasszikus elbeszélések. Vermes Magda válogatása. Magyar Elektronikus Könyvtár
- László Endre Szíriusz kapitányról szóló regényei és rádióhangjátékai
- Robert A. Heinlein: A Hold börtönében (The Moon Is a Harsh Mistress, 1966). A holdi telepesek szabadságharca a Föld ellen.

##### Non-fiction
- Oriana Fallaci: Ha meghal a Nap (1965). A rendhagyóan dokumentarista mű űrhajósokkal és az amerikai űrhajózás kezdeteitől a holdra szállásokig tartó időszakának szereplőivel készült interjúkra épül.
- Isaac Asimov: A Hold tragédiája (1973). A világhírű sci-fi-író esszéje arról, hogy az emberiség és az evolúció mit köszönhet a Holdnak.

#### Zene
- Baldassare Galuppi: Il mondo della luna (Élet a Holdon, opera, 1750)
- Joseph Haydn: Il mondo della luna (Élet a Holdon, opera, 1777)
- Arnold Schönberg: Pierrot lunaire (Holdfényes Pierrot, énekbeszéd kamaraegyüttessel, 1912)
- Carl Orff: Der Mond (A Hold, opera, 1939)
- Gary Moore: Picture of the Moon (Holdkép, 2001)
- Ludwig van Beethoven: Holdfény szonáta („Mondschein”) cisz-moll, op. 27. No 2. (1801)
- Claude Debussy: Clair de Lune (Holdfény) – (Részlet a Suite bergamasque-ból)
- Glenn Miller: Holdfény szerenád (1944)
- Pink Floyd: The Dark Side of the Moon (A Hold sötét oldala, 1973)
- Kispál és a Borz: Holdfényexpressz
- Savage Garden: To the Moon and back (Utazás a Holdra, és vissza)
- Feeder: Moonshine (Holdfény)
- The Queers: I don't wanna live on the Moon (Nem akarok a Holdon élni)
- The Rising of the Moon (Holdkelte, ír népballada, 19. század)

#### Film
- Georges Méliés: Le Voyage dans la Lune (Utazás a Holdba) (1902) – Jules Verne: Utazás a Holdba és H. G. Wells Emberek a holdban című regényének némafilmes interpretációja, az első sci-fi film.
- Fritz Lang: Frau im Mond (Nő a Holdban) (1929) – Az első komoly filmes sci-fiként is emlegetett némafilm. A rakéták űrutazási alkalmazását vetítette előre népszerű formában.
- Stanley Kubrick: 2001: Űrodüsszeia (1969) – A sci-fi film egy meghatározó része a Holdon játszódik.
- Utazás a Holdba (rendezte Csányi Miklós, MTV, 1974) – Három részes tévéfilm Verne azonos című regényéből. (MTV videótár)
- Alfa holdbázis (1975) – Eredeti angol címén: Space 1999. Brit televíziós sorozat, amelyben egy kataklizma elszakítja a Holdat Föld körüli keringéséből, és a felszínén működő holdbázis személyzete különböző kalandos helyekre kerül a világegyetemben.
- Apolló 13 (1995) – Filmdráma Ron Howard rendezésében az Apollo–13 űrhajó útjáról, amely a Holdra indult, de egy baleset miatt nem tudott leszállni rajta, hanem megkerülte és úgy tért vissza a Földre.
- Ron Underwood: The Adventures of Pluto Nash (Pluto Nash – Hold volt, hol nem volt...) (2002) – A történet 2087-ben játszódik a Holdon. Egy night klub tulajdonosa leszámol ellenségeivel.
- Duncan Jones: Moon (Hold) (2009) – A Hold túloldalán lévő Helium-3 kitermelő bázison játszódó sci-fi film.
- Michael Bay: Transformers 3. Dark of the Moon (2011) – A Hold sötét oldalára ütközik egy Cybertroni hajó.
- Damien Chazelle: First Man (Az első ember) (2018) – A film Neil Armstrong életét, és azt az űrmissziót meséli el, melynek során 1969. július 20-án az első ember a Holdra léphetett.

## Magyar vonatkozások
A Holdon több magyar vonatkozású kráter található, mindegyik konkrét személy nevét viseli.
* A csillaggal jelöltek a Hold innenső oldalán találhatóak.
| név a linkek a személyre mutatnak | foglalkozás                 | átmérő | szélesség | hosszúság |
| --------------------------------- | --------------------------- | ------ | --------- | --------- |
| Békésy                            | biofizikus                  | 96 km  | 52°É      | 127°K     |
| Bolyai                            | matematikus                 | 50 km  | 36°D      | 134°K     |
| Eötvös                            | fizikus                     | 105 km | 34°D      | 125°K     |
| Fényi                             | csillagász                  | 40 km  | 45°D      | 105°Ny    |
| Hell*                             | csillagász                  | 31 km  | 32°D      | 8°Ny      |
| Hevesy                            | vegyész                     | 49 km  | 83°É      | 150°K     |
| Hédervári*                        | csillagász ismeretterjesztő | 69 km  | 82° D     | 84°K      |
| Izsák                             | csillagász                  | 27 km  | 23°D      | 117°K     |
| Kármán                            | mérnök                      | 210 km | 45°D      | 175°K     |
| Neumann                           | matematikus                 | 107 km | 40°É      | 153°K     |
| Petzval                           | mérnök                      | 150 km | 63°D      | 113°Ny    |
| Segner*                           | természettudós              | 67 km  | 59°D      | 48°Ny     |
| Szilard                           | fizikus                     | 147 km | 34°É      | 106°K     |
| Weinek*                           | csillagász                  | 30 km  | 28°D      | 37°K      |
| Zach*                             | csillagász                  | 52 km  | 61°D      | 5°K       |
| Zsigmondy                         | vegyész                     | 70 km  | 49°É      | 105°Ny    |

## Kék Hold

### A földi jelenség
1883-ban, amikor az indonéziai Krakatau vulkán kitört, a tudósok szerint kb. 100 megatonnás atombomba erejének megfelelő erejű volt a kitörés. Még 600 km-re is ágyúdörgés erősségű hangot lehetett hallani. Hatalmas mennyiségű hamu érte el a Föld légkörének tetejét, és a Hold kék színűvé vált.
Ennek oka a hamu volt. A hamufelhő apró, 1 mikrométer méretű részecskékkel volt tele, amely pontosan a megfelelő méret volt a piros szín leárnyékolására, míg a részecskék a többi színt szabadon átengedték. A hamufelhőn átvilágító holdsugarak így kék, időnként zöld színben pompáztak. A kék Hold évekig gyönyörködtette az embereket a kitörés után. Sokszor a Nap is levendula színűvé vált. A hamufelhő miatt gyakran annyira élénk színű naplementék voltak, hogy sok helyen a tűzoltókat is kihívták, mert távoli tűzesetre gyanakodtak.
Kisebb erejű vulkánok is képesek voltak kékké változtatni a Holdat. Így például 1983-ban Mexikóban az El Chichon vulkán kitörése után volt látható hasonló jelenség. A kék Hold titka tehát az, hogy a levegőben sok olyan részecske legyen, amely kicsivel nagyobb, mint a vörös fény hullámhossza, és más nagyságú részecskék ne legyenek jelen. Ez ritka jelenség, de vulkánok és erdőtüzek képesek ilyen részecskéket a levegőbe juttatni.

### A csillagászati esemény
Kék Holdnak nevezik a bulvársajtóban azt a ritkán bekövetkező naptári eseményt, amikor egy adott hónapban kétszer van telihold. Mivel a holdfázisok kb. 29,5 naponként ismétlődnek, és a naptári hónap is megközelítőleg ennyi napból áll, általában egy hónapban csak egyszer van telihold. Néha (nem egészen háromévenként) azonban előfordul, hogy ugyanabban a hónapban kétszer. Ilyen volt például 2009. december 2-án és 31-én, 2012. augusztus 2-án és 31-én, 2015 júliusában 2-án és 31-én, valamint 2018 márciusában 2-án és 31-én.
Más definíció szerint ha egy évszakban nem három, hanem négy telihold következik be, akkor a harmadikat nevezik kék Holdnak. Megint más meghatározás szerint a naptári év tizenharmadik holdtöltéjét nevezik kék Holdnak.
A "kék Hold" (Blue Moon) elnevezés elsősorban az angolszász kultúrában honos. Az elnevezésnek semmi köze sincs a kék színhez (talán szomorút jelent, mint a Kék rapszódiában) a jelenségnek nincs természettudományos jelentősége. A naptárszámításunk teljesen önkényesen választott beosztású, amely a történelem során többször is változott, és a nem európai kultúráknak is megvolt a saját, eltérő naptári rendszerük. Ezért a „kék Hold" előfordulásait bármilyen természeti jelenséggel vagy kozmikus hatással összefüggésbe hozni teljesen értelmetlen lenne.